# Dinámica de la bicicleta y la motocicleta

Animación de un modelo simplificado generado por ordenador de una bicicleta y un ciclista pasivo, que demuestra un serpenteo incontrolado pero estable.

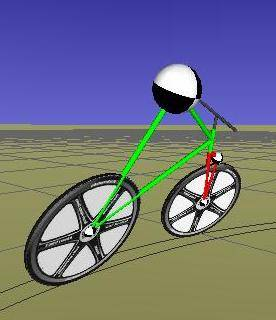
Imagen de la animación mostrando un movimiento de vuelta a la derecha, descontrolado pero estable.

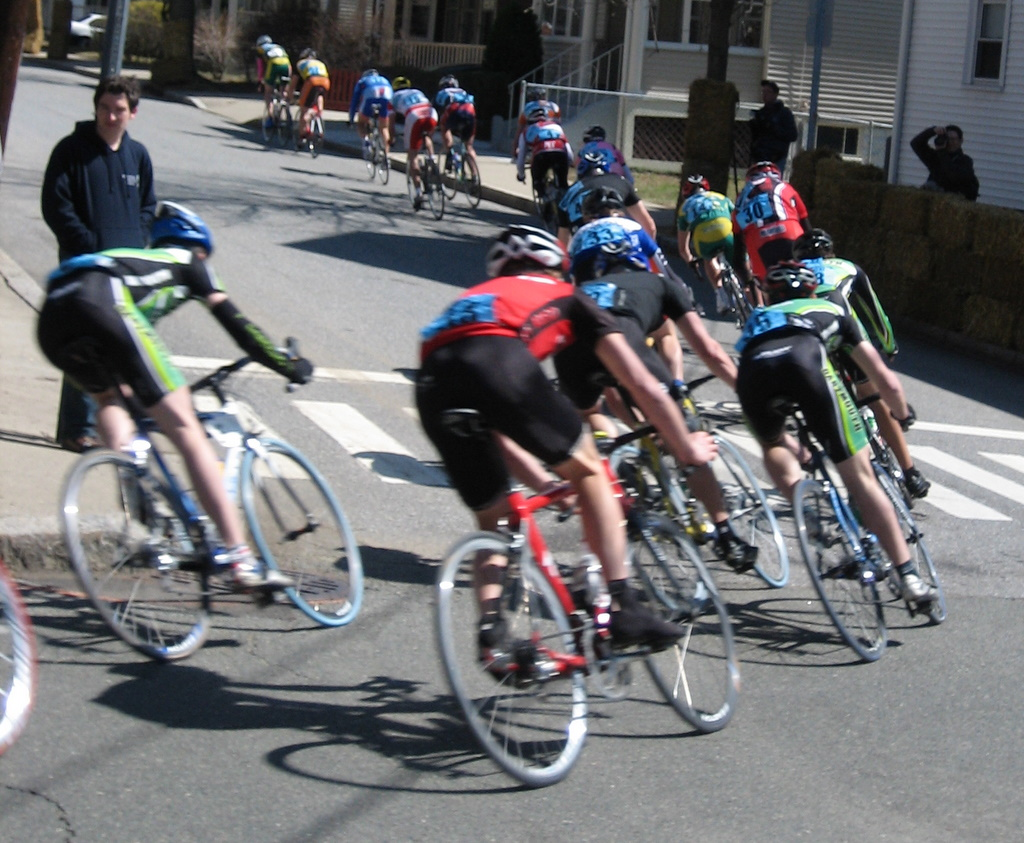
Bicicletas inclinándose en una curva.

La dinámica de bicicletas y motocicletas es el área de la  dinámica —rama de la mecánica clásica— que se ocupa del estudio del movimiento  de las bicicletas y las motocicletas y de sus componentes debido a las fuerzas que actúan sobre ellas. Los movimientos que presentan interés son el equilibrio mecánico, el contra-giro, el frenado y la aceleración, la activación de la suspensión y la vibración. El estudio de estos movimientos comenzó a finales del siglo XIX y continúa hasta hoy.
Las bicicletas y motocicletas son vehículos de una única trayectoria y sus movimientos tienen atributos fundamentales comunes que son inherentemente más complejos de estudiar y diferentes a los de los de los otros vehículos de ruedas, sean diciclos, triciclos o cuadriciclos. Como los uniciclos, no tienen estabilidad lateral por lo que, en la mayoría de las ocasiones, necesitan estar en movimiento para no perder el equilibrio.
La experiencia y el modelado matemático han demostrado que la moto y la bicicleta se mantienen en equilibrio cuando el manillar está girado para mantener el centro de masa encima de las ruedas. Este giro es realizado por el ciclista o en ciertos casos por la misma bicicleta. Otros factores como la posición del centro de masa, la geometría de la moto o bicicleta o el efecto giroscópico, entre otros, contribuyen al equilibrio pero son factores individuales que, por sí solos, no logran el equilibrio de la moto o bicicleta.
Aunque permanecer vertical pudiera parecer el primer objetivo de los ciclistas principiantes, una moto o bicicleta debe inclinarse para mantenerse en equilibrio en las curvas; cuanto  mayor sea la velocidad en la curva  o menor el radio de la misma, mayor debe ser la inclinación para mantener el equilibrio. Eso contrarresta las fuerzas centrífuga y gravitacional contra la huella de la llanta en el camino. La inclinación generalmente se produce por una maniobra de contra-giro, esto es, mover el manillar en la dirección opuesta para provocar la inclinación en la dirección de la curva. La habilidad en el contra-giro se adquiere habitualmente por aprendizaje motor y se ejecuta más por memoria procedimental que por un pensamiento consciente. A diferencia de los otros vehículos con ruedas, el control primario del movimiento en la curva es el par motor y no la posición.
Aunque longitudinalmente estables cuando están estáticas, algunas motos y bicicletas tienen un centro de gravedad lo suficientemente alto y una batalla corta como para hacer caballitos bajo aceleración o desaceleración. Dependiendo de la posición del centro de masa combinado del piloto y la moto o bicicleta con respecto al punto de contacto de la llanta, cuando se frena estas pueden patinar de la llanta delantera o de la trasera, o incluso perder el contacto de la misma rueda trasera con el piso levantándose el piloto y vehículo sobre la rueda delantera. Una respuesta similar se obtiene al acelerar pero con respecto a la llanta trasera y sin que la llanta delantera tenga aceleración.

## Historia

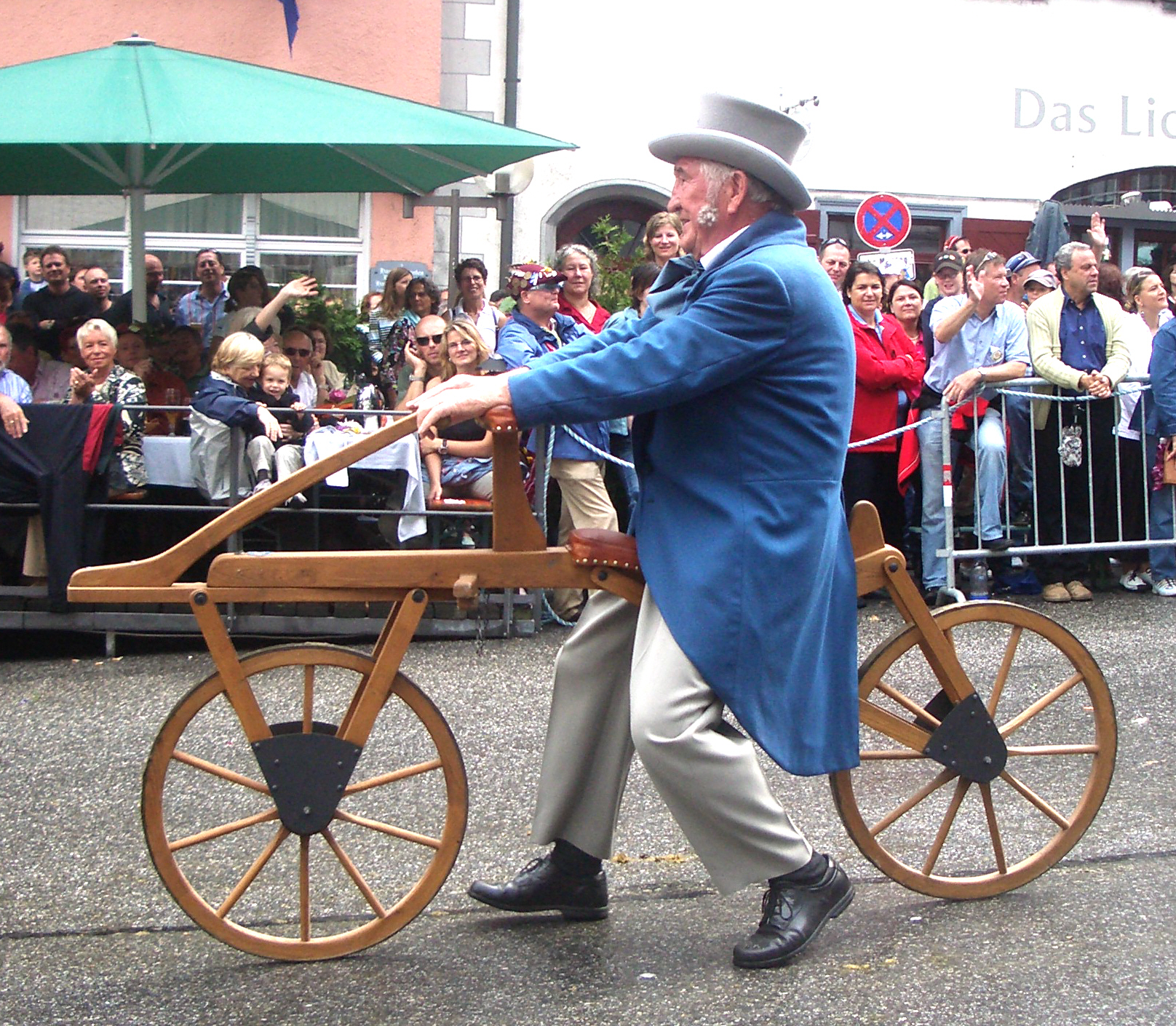
Draisiana.

La historia del estudio de la dinámica de la bicicleta es casi tan antigua como la misma bicicleta, con contribuciones de famosos científicos como Rankine, Appell, y Whipple. A principios del siglo XIX Karl von Drais, al que se le acredita haber inventado un vehículo de dos ruedas llamado laufmaschine, velocípedo, draisiana, y Caballo de dandy, demostró que un piloto podría balancear ese vehículo al girar la rueda delantera. En 1869, Rankine publicó un artículo en la revista The Engineer repitiendo la afirmación de von Drais de que el equilibrio era mantenido al girar el manillar en la dirección de la inclinación.
En 1897, la Academia de Ciencias de Francia hizo del entendimiento de la dinámica de la bicicleta el objetivo de su concurso Prix Fourneyron competition. Entonces para el final del siglo XIX, Carlo Bourlet, Emmanuel Carvallo, y Francis Whipple demostraron con la teoría de mecánica del sólido rígido que algunos diseños de bicicletas, de hecho, podían balancearse por sí mismos si se movían con suficiente velocidad. Bourlet ganó el Prix Fourneyron, y Whipple el Smith Prize de la Cambridge University. No queda claro a quien se le ocurrió la idea de inclinar el eje de cambio de dirección de la rueda delantera (lanzamiento), aunque generalmente se le da el crédito a Arthur Krebs por su patente de 1896.
En 1970, David E. H. Jones publicó un artículo en Physics Today demostrando que los efectos giroscópicos no eran necesarios para mantener balanceada la moto o bicicleta. Desde 1971, cuando bautizó con los nombres de wobble (oscilación adelante), weave (oscilación atrás) y capsize modes (oscilación de izquierda a derecha), Robin Sharp ha publicado regularmente artículos acerca del comportamiento de las motocicletas y bicicletas. Mientras estuvo en el Imperial Collegede  Londres, trabajó con David Limebeer y Simos Evangelou.
Al principio de la década de 1970, Schwinn Bicycle Company y otros encargaron a Cornell Aeronautical Laboratory (CAL, posteriormente Calspan Corporation en Buffalo, NY EE.UU.) el estudio y simulación de motocicletas, bicicletas y su dinámica. Partes de esos trabajos son de dominio público y versiones digitalizadas de más de 30 informes detallados han sido publicadas en el sitio TU Delft Bicycle Dynamics site.
Desde los años 1990, Cossalter  et al. han estado investigando en la dinámica de las motocicletas en la Universidad de Padova. Sus hallazgos experimentales y numéricos han cubierto las oscilaciones, la oscilación delantera, la vibración, los simuladores, modelado vehicular, el modelado de la llanta, la conducción, y maniobras para la vuelta en el menor tiempo.
En 2007, Meijaard  et al. publicaron las ecuaciones del movimiento linealizadas canónicas, en la Proceedings of the Royal Society, junto con su verificación por dos métodos diferentes. Estas ecuaciones asumen que las llantas giran sin derrapar, esto es, que van hacia donde apuntan y que el piloto está rígidamente unido a la parte trasera de la suspensión.
En 2011, Kooijman et al. publicaron un artículo en Science demostrando que ni los efectos giroscópicos ni los efectos del cáster debidos al [#arrastr|arrastre] eran necesarios para el equilibrio en si. Diseñaron una bicicleta two-mass-skate bicycle que las ecuaciones del movimiento predicen será auto-estable aún con arrastre negativo, la llanta delantera tiene contacto con el piso enfrente del eje de la dirección y con ruedas que giran en sentido contrario a las ruedas que tienen contacto con el piso para contrarrestar el efecto giroscópico. Entonces ellos construyeron el modelo físico para validar la predicción. Este experimento quizás provocará que se re-evalúen aspectos de la estabilidad y la geometría en las moto y bicicletas. Bicycle dynamics fue nombrada por Discover en el puesto 26 de las 100 mejores historias de la ciencia del 2011.
En 2013, Bicicletas Eddy Merckx recibió más de €150,000 de la Universidad de Gante para examinar la estabilidad en las bicicletas.

## Fuerzas

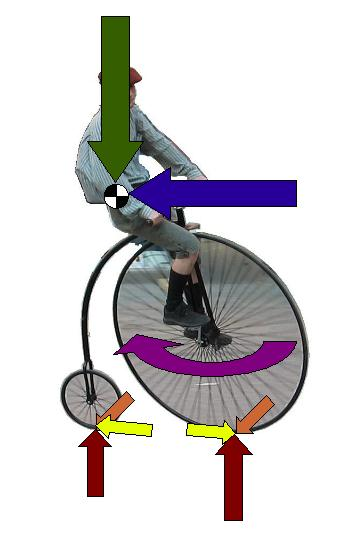
Fuerzas externas en una bicicleta y en el ciclista inclinándose en una curva: gravedad, en verde; arrastre, en azul; fuerza del piso, en rojo; propulsión y resistencia de las llantas, en amarillo; fricción por la curva, en anaranjado; y par motor por la curva, en magenta.

Si la bicicleta y el ciclista se consideran como un mismo sistema, las fuerzas que actúan en el sistema y sus componentes pueden ser separadas en 2 grupos: internas y externas. Las fuerzas externas son debidas a la gravedad, inercia, contacto con el piso y el aire. Las fuerzas internas las provocadas por el ciclista y la interacción entre los componentes.

### Fuerzas externas
Como con todas las masas, la gravedad tira del ciclista y de todos los componentes de la moto hacia el centro de la tierra. En cada área de contacto de las llantas con el piso hay una fuerza que se opone a la fuerza de gravedad y que varía con el frenado y la aceleración, con componentes verticales y horizontales. Las componentes verticales, principalmente interactúan con la fuerza de gravedad, pero también varían con el frenado y la aceleración. Para detalles, ver la sección Dinámica longitudinal más adelante. Las componentes horizontales debidas a la fricción entre las llantas y el piso, incluida la resistencia a la rodadura, son una respuesta a las fuerzas de propulsión y de vuelta. Las fuerzas aerodinámicas debidas a la atmósfera son de la forma de arrastre (colineal al movimiento), aunque puede haber también vientos cruzados (perpendiculares al movimiento). Sin viento fuerte y en terreno horizontal, conforme se aumenta la velocidad  la fricción del aire se vuelve la principal fuerza que se opone al movimiento en línea recta.: 188 
Fuerzas de giro se generan durante las maniobras para equilibrar al cambiar la dirección del movimiento. Se pueden interpretar como fuerzas centrífugas o inerciales del ciclista, la moto o bicicleta y las giroscópicas de las llantas, el motor, transmisión, etc., de discuten en la parte de efectos giroscópicos abajo.

### Fuerzas internas
Las fuerzas internas, aquellas que aparecen entre los componentes internos de la moto o bicicleta y el ciclista, son causadas principalmente por el ciclista o por la fricción. Además del pedaleo o la acción del motor, el ciclista puede aplicar torsión al manillar, y al asiento. La fricción existe entre cada parte que se mueva contra otra: en el sistema de impulso; entre el sistema de vuelta y la suspensión trasera, etc. Adicionalmente en los frenos se crea fricción entre las partes rotativas y las partes inmóviles; también muchas bicicletas y la mayoría de las motocicletas tienen suspensiones en la parte delantera y trasera. Algunas bicicletas y motocicletas tienen amortiguación en el manillar para disipar la energía cinética indeseable, y algunas motos y bicicletas tienen un resorte para recuperar la línea recta.

## Movimientos
Los movimientos de la moto o la bicicleta pueden agruparse, grosso modo, en aquellos fuera del plano central de simetría: Laterales y aquellos dentro del plano central de simetría: Longitudinales y Verticales. Los movimientos laterales incluyen balanceo, inclinación, giro del manubrio y vuelta en curvas. Los movimientos dentro del plano central de simetría incluyen movimiento hacia adelante evidentemente, pero también caballitos, su contrario "stoppies", las zambullidas delantera y trasera y casi todos los movimientos donde interviene la suspensión. Los movimientos en estos grupos están linealmente acoplados, esto es: estos movimientos no interactúan en otra forma que no sea lineal o de primer orden. Una moto o bicicleta descontrolada cuando inmóvil es lateralmente inestable y puede ser lateralmente auto-estable con velocidad y condiciones adecuadas o cuando es controlada por un ciclista. Alternativamente una bicicleta o moto es estable a lo largo cuando inmóvil y puede descontrolarse longitudinalmente al recibir una aceleración o frenado de suficiente magnitud.

## Dinámica lateral
De las dos clases de movimiento en la moto o bicicleta, la dinámica lateral ha comprobado ser la más difícil de analizar, requiriéndose del uso de análisis dinámico tridimensional multicuerpo, con al menos dos coordenadas. Mínimamente 2 ecuaciones diferenciales dependientes de segundo orden, se requieren para describir los movimientos principales. Soluciones exactas no son posibles y en su lugar se usan  métodos numéricos para las soluciones. Teorías excluyentes de como las motos y bicicletas se balancean pueden ser encontradas en línea y en papel. Por otro lado mucho análisis del movimiento lineal se puede lograr con   cinética lineal y una sola coordenada.

### Balance

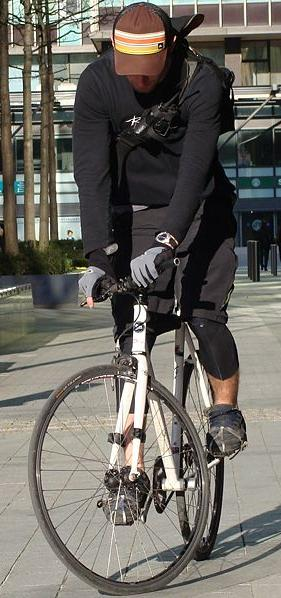
Balanceando una bicicleta al mantener las llantas debajo del centro de masa

Cuando se discute acerca del balance de un biciclo, es necesario distinguir entre "estabilidad", "auto estabilidad" y "controlabilidad". Estudios recientes sugieren que la "estabilidad lograda por el ciclista está relacionada con la auto-estabilidad" ("rider-controlled stability of bicycles is indeed related to their self-stability.")
Una moto o bicicleta se mantiene erguida cuando el manubrio se gira de modo que las fuerzas de reacción del piso equilibran exactamente todas las otras fuerzas implicadas incluidas la fricción y viento.
Curvear se puede lograr con la intervención del ciclista y en ciertos casos, por el biciclo solo. Esta auto-estabilidad es generada por la combinación de elementos como la geometría, distribución de masa, suspensión, llantas, velocidad, etc. 
Aún al estar casi inmóvil, un motociclista puede balancear su biciclo usando el mismo principio. También puede equilibrarse en la casi inmovilidad al girar el manubrio a la izquierda y/o derecha y frenar y acelerar ligeramente con la llanta trasera, de modo que se simulan 3 puntos de apoyo. Una ligera pendiente puede ayudar para el movimiento hacia atrás, o balanceando el cuerpo; o en el caso de bicicletas de piñón fijo; pedaleando ligeramente hacia atrás.
Cuando el manubrio está bloqueado o es fijo, es casi imposible balancear la bicicleta de la forma normal, por otra parte si el efecto giroscópico de ambas ruedas es cancelado al agregar ruedas que giran en sentido contrario, sigue siendo fácil balancear el biciclo. Otra manera de balancear la bicicleta, con o sin el manubrio bloqueado, es aplicando fuerzas similares a las que uno aplicaría al estar parado en un columpio o al equilibrar un péndulo invertido aplicando fuerzas en el codo.

#### Velocidad hacia adelante
El ciclista aplica torsión en el manubrio para dar vuelta, y para controlar la inclinación y mantener el balance. A altas velocidades, un pequeño movimiento del manillar es suficiente para tomar las curvas; a bajas velocidades es necesario un mayor ángulo en el manubrio para realizar la misma maniobra. Gracias a esto es usualmente más fácil mantener el balance a altas velocidades. También la auto-estabilidad solo ocurre a velocidades superiores a una mínima, de modo que ir más rápido contribuye a la estabilidad.

#### Localización del centro de masa
Mientras más adelante esté el centro de masa de la combinación motociclista-motocicleta-carga, menos ángulo tendrá que tener la rueda delantera para tomar las curvas. Inversamente mientras más atrás esté el centro de masa mayor será el ángulo necesario de la rueda delantera para poder tomar las curvas. Esto se nota en las motocicletas de mayor batalla en las chopperas,  y en las bicicletas para caballitos. Puede ser un problema en ciclos con centro de masa sobre la rueda trasera e incluso detrás de ella. El centro de masa encima de la rueda trasera puede ser más fácilmente controlable si está a una altura más baja que cuando está más adelantada.

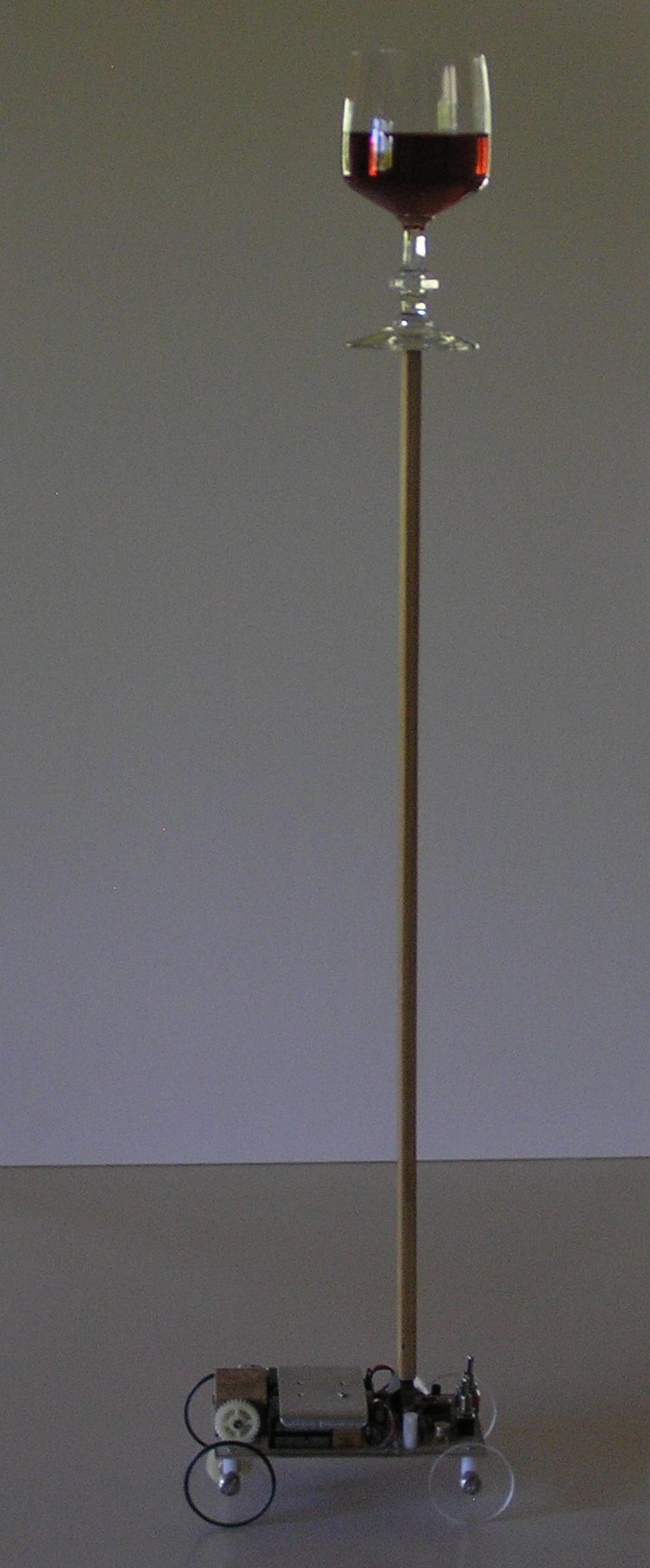
Un ejemplo de péndulo invertido

Una motocicleta también es un ejemplo de péndulo invertido. Así como un palo de escoba es más fácil de balancear que un lápiz, una motocicleta alta con centro de masa elevado es más fácil de equilibrar al moverse porque la velocidad de inclinación es menor que una con centro de masa más bajo. Sin embargo un ciclista puede tener la impresión contraria cuando la moto o bicicleta está inmóvil; ya que una motocicleta que pese más, requerirá mayor esfuerzo para equilibrarla cuando inmóvil. Este es un ejemplo de palanca de segunda clase. Una pequeña fuerza al final de la palanca, el manubrio y el asiento, mueve fácilmente la masa cerca al fulcrum, en este caso: la masa cercana a las ruedas de la moto o bicicleta. Esta es la razón por la que se recomienda a los manejadores de moto o bicicletas de turismo llevar cargas bajas y alforjas atrás o adelante.

#### Arrastre

Batalla, ángulo de viraje (lanzamiento-90°), avance y desplazamiento en una bicicleta

Uno de los factores que influye en que tan fácil o difícil será manejar una moto o bicicleta es el arrastre (en inglés Trail), esto es la distancia entre el punto de contacto de la rueda delantera y la intersección del eje de viraje con el piso, también conocido como avance. El eje de viraje es el eje alrededor del cual el sistema de viraje (manubrio, horquilla y rueda delantera) gira para tomar las curvas o el cambio de dirección. En los diseños de moto o bicicleta tradicionales, con el eje de viraje inclinado hacia atrás desde la vertical, se tiene un arrastre positivo. Cuando el arrastre es positivo, la rueda delantera tiende a girar en la dirección de la inclinación, independientemente de la velocidad de avance. Esto puede ser visto al inclinar una bicicleta hacia un lado, por lo que también la bicicleta tomará la curva hacia el lado de la inclinación. Los fenómenos dinámicos son más complejos ya que hay además otros factores a favor y en contra del efecto.
El arrastre en una función del ángulo de viraje de la rueda delantera (lanzamiento), el desplazamiento del eje de vuelta de la misma y el tamaño de la rueda. Esta puede ser descrita por la siguiente fórmula:
{\displaystyle {\text{Arrastre}}={\frac {(R_{r}\cos(A_{r})-D_{a})}{\operatorname {sen}(A_{r})}}}
donde {\displaystyle R_{r}} es el radio de la rueda, {\displaystyle A_{r}} es el ángulo de viraje de la rueda delantera desde la horizontal y {\displaystyle D_{a}} el desplazamiento para el avance. El arrastre se puede incrementar incrementando el tamaño de la rueda, disminuyendo el ángulo o disminuyendo el avance.
Mientras más arrastre tenga la moto o bicicleta, más estable se sentirá. aunque demasiado arrastre hará difícil que la moto o bicicleta tome las curvas. Las motos o bicicletas con arrastre negativo (donde el contacto de la llanta con el piso es anterior a la intersección del eje de viraje de la rueda delantera con el piso), aunque son manejables se sienten muy inestables. Normalmente las moto o bicicletas de carreras tienen más arrastre que las de turismo, pero menos arrastre que las de montaña. Las de montaña se diseñan con más arrastre para tener mayor estabilidad en las bajadas. El bajo arrastre de las motos y bicicletas de turismo las ayuda a un mejor manejo con cargas en posiciones bajas (alforjas). Como consecuencia cuando no tiene carga, una moto o bici de turismo puede ser muy inestable de manejar. En las bicicletas la horquilla normalmente tiene una curva para adelantar el eje de viraje lo que disminuye el arrastre. Bicicletas con arrastre negativo existen, como la Python Lowracer, y son manejables y estables, bicicletas experimentales con arrastre negativo se han diseñado de modo que sean auto-estables.
En motocicletas se usa el árbol triple el cual desplaza el eje de viraje hacia adelante disminuyendo el arrastre.
Un pequeño estudio hecho por Whitt y Wilson encontró:
- Bicicletas de turismo tienen ángulos de viraje entre 72° y 73° y arrastre entre 43 mm y 60 mm
- Bicicletas de carreras con ángulos de viraje entre 73° y 74° y arrastre entre 28 mm y 45 mm
- Bicicleta de pista  con ángulos de 75° o mayores y arrastre entre 23.5 mm y 37 mm.

Sin embargo, estos rangos no son absolutos. Por ejemplo, LeMond Racing Cycles ofrece  
con horquillas que tienen 45 mm de desplazamiento:
- Una de 2006 Tete de Course, diseñada para carreras de ruta, con un ángulo de viraje que varía entre 71¼° y 74°, dependiendo del tamaño del cuadro, y entonces su arrastre varía de 51.5 mm a 69 mm.
- Una de 2007 Filmore, diseñada para viajes, con ángulos de viraje que varía entre 72½° y 74°, dependiendo del tamaño del cuadro, y por lo tanto su arrastre está entre 51.5 mm y 61 mm.

La cantidad de arrastre que una bicicleta en particular tiene, puede variar con el tiempo por diversas razones. En bicicletas con suspensión frontal, en especial con horquillas telescópicas, al comprimirse la suspensión adelante; debido a un fuerte frenado por ejemplo; pueden aumentar el ángulo de viraje y disminuir el arrastre. El arrastre varía también con el ángulo de inclinación, usualmente disminuyendo desde un máximo cuando vertical sin viraje en el manubrio. El arrastre puede disminuir a cero con suficiente inclinación y giro del manubrio, lo cual puede alterar la estabilidad como se siente la moto o bicicleta. finalmente, aún el perfil de la llanta delantera puede influenciar en el arrastre al variar el radio desde el punto de contacto de la llanta con el piso al eje de giro de la misma.
Una medida similar al arrastre (avance), se llama avance mecánico, avance normal, o avance verdadero, el cual es la distancia perpendicular al eje de viraje entre el mismo eje y el centroide de la huella de la llanta en el piso para un momento dado.

#### Batalla
Un factor que influye en la estabilidad direccional de una moto o bicicleta es al batalla o distancia entre ejes. Esto es válido para el movimiento de la moto o bicicleta en línea recta. Formalmente hablando, se define la batalla como la distancia entre los 2 centroides de la huellas en el piso para cada rueda en un momento dado. Al inclinarse la moto en una curva, la batalla tiende a aumentar en proporción a la inclinación de la vertical hacia el centro de la curva. Llegándose al extremo de que si la moto estuviera completamente horizontal la batalla habría aumentado los radios de cada una de las llantas.

#### Mecanismo de viraje y distribución de masa
Otro factor que puede también contribuir a la auto-estabilidad en los diseños tradicionales de motos y bicicletas es la distribución de masa en el mecanismo de viraje, que incluye la rueda delantera, la horquilla y el manubrio. Si el centro de masa está adelante del eje de viraje, al inclinarse la moto la rueda delantera se inclinará en la misma dirección. Esto se puede ver en una moto inmóvil al inclinarla a un lado. Al tomar una curva, la rueda delantera se inclinara hacia ese lado independientemente de otras interacciones con el piso. Parámetros adicionales como el centro de masa a lo largo del vehículo y su altura contribuyen al comportamiento dinámico del vehículo.

#### Efectos giroscópicos

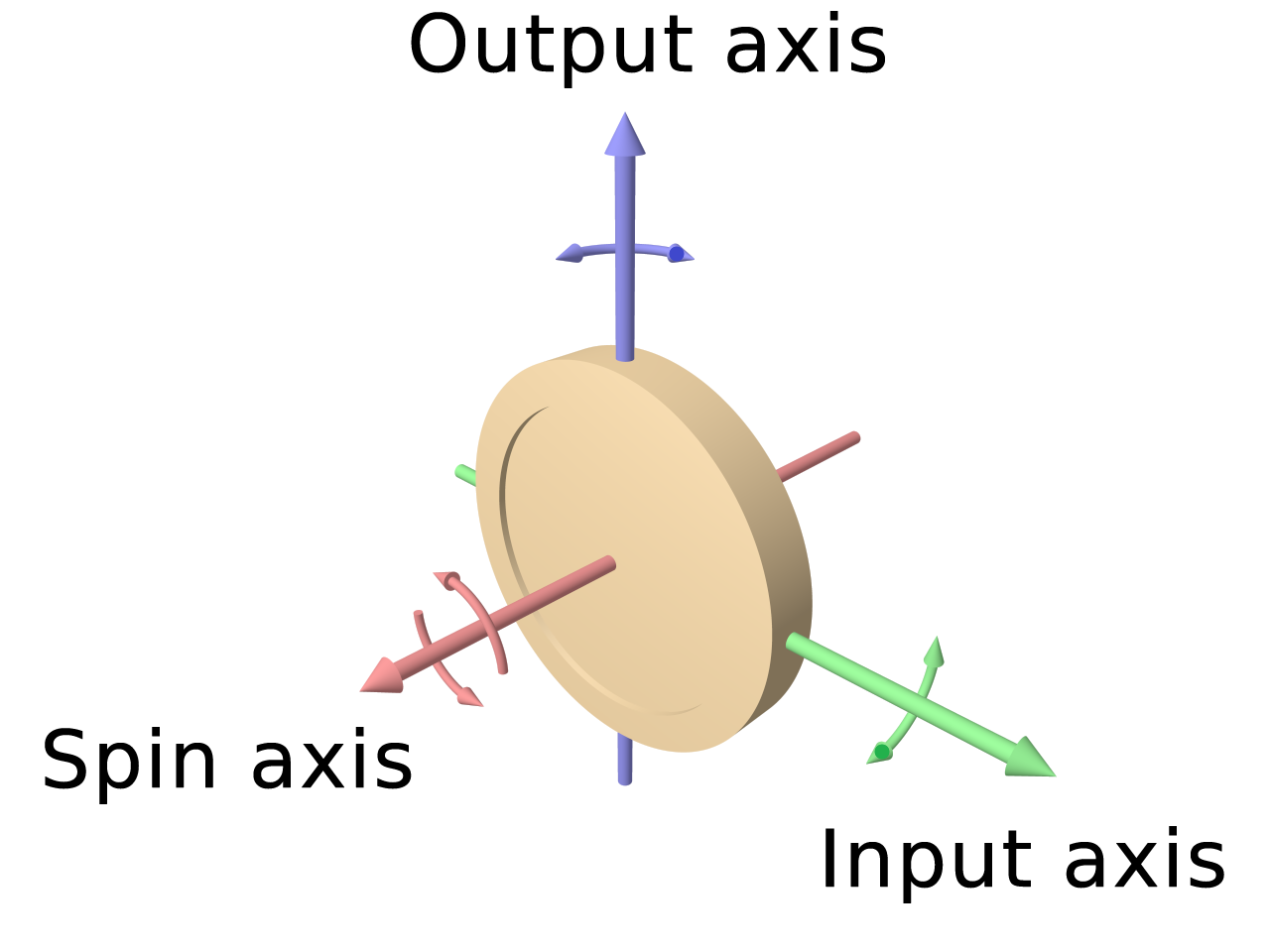
Efecto giroscópico y contraviraje en la rueda delantera de una bicicleta. Aplicando par motor (en verde) se obtiene una reacción de inclinación en el eje de viraje (azul).

El rol que tienen los efectos giroscópicos en la mayoría de los diseños de biciclos es ayudar en las curvas a la rueda delantera a cambiar su dirección en el momento de la inclinación para las curvas. Este fenómeno se llama precesión y la velocidad de precesión es inversamente proporcional a la velocidad de giro de la llanta, a menor velocidad de la llanta delantera en la inclinación, mayor velocidad de precesión y viceversa.
La rueda trasera no tiene precesión por la inclinación de la vertical ya que la rueda delantera la tiende a tener la precesión porque continúa inclinándose como si no girara en su eje de giro. Por lo tanto las fuerzas giroscópicas no se oponen al viraje.
A velocidades bajas, la precesión de la rueda delantera es demasiado rápida, contribuyendo a una tendencia descontrolada a sobrevirar, inclinarse en el sentido contrario y eventualmente oscilar y caer. A mayores velocidades hacia adelante, la precesión es demasiado lenta, contribuyendo a un menor viraje y eventualmente caer al no lograr levantarse de la inclinación en la curva. Esta inestabilidad es demasiado lenta, en el orden de segundos, por lo que la mayoría de los pilotos logran contrarrestarla. Por lo tanto una moto o bicicleta rápida se sentirá más estable aunque se caería si los efectos giroscópicos no fueran compensados.
Otra de las contribuciones de los efectos giroscópicos es el momento generado por la rueda delantera al virar el manubrio en un sentido, se obtiene un momento en el sentido contrario (Contraviraje). El momento es pequeño pero comienza tan pronto como el piloto aplica par al manubrio, por lo que puede ser útil en las carreras de motocicletas o en ruta. Para más detalles ver la sección de contraviraje, abajo, y el artículo countersteering.

#### Auto estabilidad
Entre los dos regímenes inestables mencionados en la sección anterior, e influenciados por todos los factores descritos en las secciones anteriores, (arrastre, distribución de la masa, efectos giroscópicos, etc.) pueden existir un rango de velocidades para una moto dada a las cuales una motocicleta descontrolada puede recuperar el control. Se ha probado que ni los efectos giroscópicos ni el arrastre positivo por sí solos son ni suficientes ni necesarios para la autoestabilidad, aunque por sí solos puedan mejorar el manejo a manos libres del vehículo.
Sin embargo, aún sin autoestabilidad, se pueden tomar las curvas al girar el manubrio hacia la curva. Hay que notar que los factores autoestabilizantes pueden ser sobrepasados por otros factores como la fricción en la  cabeza o los chicotes. Este video muestra una bicicleta sin conductor exhibiendo autoestabilidad.

#### Aceleración a lo largo
La aceleración a lo largo ha demostrado tener un grande y complejo efecto en la dinámica lateral. En un estudio la aceleración elimina la auto-estabilidad y la desaceleración cambia las velocidades de la auto-estabilidad.

### Curvas

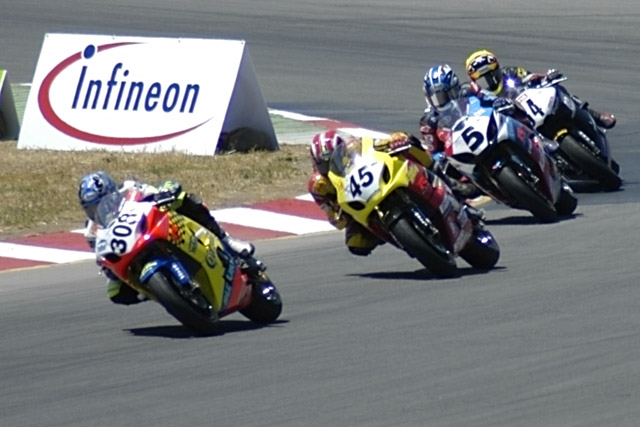
Superbikes inclinándose en una curva.

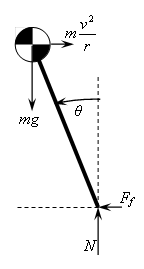
Las fuerzas, tanto físicas como inerciales, actúan sobre una bicicleta inclinada en el marco de referencia giratorio de un giro donde N es la fuerza normal, F_{f} es fricción, m es la masa, r es el radio de giro, v es la velocidad de avance, y g es el aceleración de la gravedad..

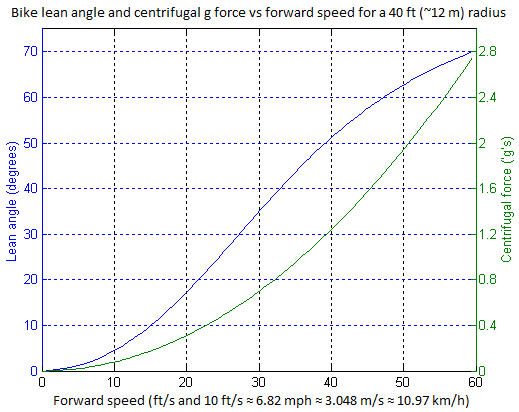
Graph of bike lean angle vs forward speed, assuming unlimited friction between tires and ground.

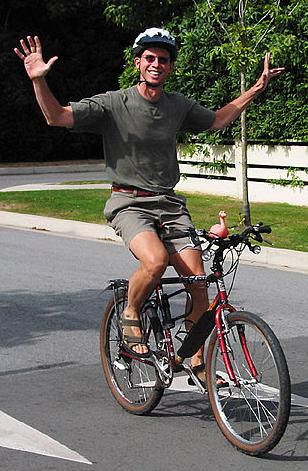
Ciclista conduciendo sin las manos en el manubrio.

Para que la motocicleta o bicicleta cambie la dirección, la rueda frontal deberá apuntar aproximadamente hacia la dirección deseada, igual que un vehículo de 4 ruedas. La fricción entre las ruedas y el piso generará una aceleración centrípeta necesaria para alterar el curso recto y como una combinación entre fuerzas en la curva, para seguirla e inclinarse desde la vertical. El radio de la curva de una motocicleta vertical, puede aproximarse para ángulos pequeños por:
{\displaystyle r={\frac {w}{\delta \cos \left(\phi \right)}}}
donde {\displaystyle r\,\!} es el radio aproximado, {\displaystyle w\,\!} es la batalla, {\displaystyle \delta \,\!} es el ángulo de viraje de la rueda delantera, y {\displaystyle \phi \,\!} es el ángulo de lanzamiento de la rueda delantera.

#### Inclinación
Sin embargo, en contra de otros tipos de vehículos con ruedas, las motos y bicicletas deben de inclinarse para balancear las diferentes fuerzas (gravitacional, inercial, fricción y el piso) durante las curvas. El ángulo de inclinación, θ,  puede ser fácilmente calculado usando las leyes del movimiento circular:
{\displaystyle \theta =\arctan \left({\frac {v^{2}}{gr}}\right)}
Donde {\displaystyle v} es la velocidad hacia adelante, {\displaystyle r} es el radio de la curva y {\displaystyle g} es la aceleración de la gravedad. Este es un caso idealizado. Un ligero incremento en el ángulo de inclinación puede ser requerido para compensar el ancho de las llantas (neumáticos) modernas para una misma velocidad y radio de curva.
Por ejemplo, una motocicleta en una curva con un radio de 10 m (33 pies) a una velocidad constante de 10 m/s (36 km/h, 22 mph) deberá inclinarse a un ángulo de 45.6° de la horizontal, definido por el punto de contacto del neumático con el camino y el centro de masa del conjunto motocicleta-piloto.
Esta inclinación de la moto disminuye el radio de viraje proporcionalmente al coseno del ángulo de inclinación. El radio resultante puede ser aproximado hasta un 2% por la siguiente fórmula:
{\displaystyle r={\frac {w\cos \left(\theta \right)}{\delta \cos \left(\phi \right)}}}
Donde {\displaystyle r} es el radio aproximado, {\displaystyle w} es la batalla, 
θ es el ángulo de inclinación, δ es el ángulo de viraje del manubrio, y φ es el avance de la rueda delantera. Conforme la motocicleta se inclina, se usa una porción del neumático más hacia los costados del mismo. A las porciones sin usar del neumático, a ambos lados del centro, se les conoce a manera de burla como "Rayas, bandas o listones de gallina" (Chicken Strips).
El ancho finito de las llantas altera el ángulo de inclinación del el ángulo ideal descrito arriba. El ángulo real a utilizar debe incrementarse con el ancho de la llanta trasera y decrementarse a mayor altura del centro de masa. Entonces motos o bicicletas con llantas anchas o centro de masa bajo, deben incrementar la inclinación y motos con llantas delgadas o centro de masa elevados, disminuir la inclinación para curvas con el mismo radio de curva y velocidad dada.
El incremento en el ángulo debido al ancho del neumático de 2{\displaystyle t} puede ser calculado con:
{\displaystyle \arcsin \left(t{\frac {\sin(\phi )}{h-t}}\right)}
donde φ es el ángulo de inclinación ideal, y {\displaystyle h} es la altura del centro de masa. Por ejemplo, una motocicleta con llanta trasera de 12 pulgadas tendrá {\displaystyle t} = 6 pulgadas. Si el centro de masa combinado tiene una altura de 26 pulgadas, entonces una inclinación de 25° debería incrementarse en 7.28°: un incremento de 30% aproximadamente. Si los neumáticos son de solo 6 pulgadas de ancho, entonces el aumento de inclinación al ángulo será de solo 3.16°, un poquito menos de la mitad.
Se ha demostrado que la pareja de fuerzas entre la gravedad y el piso son necesarias para que la moto o bicicleta del viraje. En una bicicleta construida con ruedas amortiguadas a los lados que cancelan este par de fuerzas, fue imposible realizar el viraje ya que la bicicleta se inclinaba en la dirección contraria al giro del manubrio, y para recuperar la vertical el conductor tenía que desvirar el manubrio.

#### Contraviraje
Para poder iniciar un viraje y la inclinación correspondiente de la moto o bicicleta, se debe, momentáneamente, virar el manubrio en la dirección contraria a la curva deseada. Esto se conoce como contraviraje o contravirado. Con la rueda delantera en ángulo al movimiento, se desarrolla una fuerza lateral en la huella en contacto del neumático con el piso. Esta fuerza crea un par motor alrededor en ángulo, del eje de rodada de la rueda delantera que la hace inclinarse en contra del ángulo de viraje del manubrio pero a favor de la curva deseada. Si no hay peralte o un viento adecuado para inclinar la motocicleta en la curva, el contraviraje será necesario para tomar una curva a una velocidad superior.
Mientras que el par motor aplicado inicialmente al manillar y el ángulo de inclinación de la motocicleta pueden ser opuestos, al principio de la curva; puede no ser el caso conforme se avanza en la curva. Lo usual es que irán la inclinación y el manubrio en la misma dirección. Sin embargo a mayores velocidades, es posible que se mantengan en direcciones opuestas durante toda la curva. The sustained steer torque required to maintain that steer angle is usually opposite the turn direction. La magnitud y orientación precisas del torque sostenido al manubrio y el ángulo estable del manubrio para una motocicleta en particular en une curva en específico, dependerán de la velocidad, geometría de la moto, propiedades de los neumáticos y la distribución de masa combinada del conductor-motocicleta. Una vez en la curva, el radio solo puede ser cambiado con un cambio adecuado de la inclinación de la moto. Esto se logra con un contravirado adicional hacia afuera de la curva, para aumentar la inclinación disminuyendo el radio del curveado, o contravirando presionando hacia la curva de modo que disminuye la inclinación de la moto aumentando el radio de la trayectoria. Para salir de la curva, se debe contravirar hacia adentro de la curva disminuyendo la inclinación de la moto.

#### Viraje estable
Una vez que la trayectoria de la curva es establecida, el par motor que debe aplicarse al manubrio para mantener un radio constante de curva a una velocidad constante dependerá de la velocidad, la geometría y distribución de masa de la motocicleta. A velocidades abajo del punto de vuelco (inclinación necesaria para el viraje), descritas abajo en la sección Eigenvalores y también llamada la velocidad de inversión, la autoestabilidad de la moto o bicicleta tenderá a levantarla para continuar en línea recta; saliéndose por lo tanto de la curva en línea recta; a menos que se continúe aplicando par motor al manubrio en la dirección contraria a la curva para reinclinar la moto hacia la curva. A velocidades superiores al vuelco la inestabilidad tenderá a aumentar el radio de la curva, incrementando la inclinación a menos que se aplique torque al manubrio en la dirección de la curva. A la velocidad de vuelco o de inversión no es necesaria fuerza en el manubrio para mantener el viraje estable.

#### Ańgulo de dirección (en curvas)
Algunos efectos influyen en el ángulo del manubrio para el viraje (ángulo del ensamble frontal alrededor del eje de viraje), para tener un viraje estable. Algunos de estos efectos son exclusivos de los vehículos de una sola huella, pero otros son comunes a los efectos en los vehículos de doble huella (vehículos de 4 ruedas). Algunos de estos efectos pueden haber sido mencionados en otras partes de este artículo, siendo repetidos en esta parte, no están aquí en orden de importancia sino para tener todos estos efectos en un solo lugar.
Primeramente, el ángulo real del manubrio en su eje, el ángulo proyectado de la rueda delantera en el piso es una función dependiente del ángulo del manubrio sobre su eje y el ángulo de ese eje sobre el piso:
{\displaystyle \Delta =\delta \cos \left(\phi \right)}
donde {\displaystyle \Delta \,\!} es el ángulo proyectado, {\displaystyle \delta \,\!} es el ángulo del manubrio y  {\displaystyle \phi \,\!} es el lanzamiento.
En segundo lugar: la inclinación hacia la curva disminuye el radio real de curva, proporcionalmente al coseno de la inclinación. El ángulo resultante se puede aproximar dentro del 2% de su valor exacto mediante:
{\displaystyle r={\frac {w\cos \left(\theta \right)}{\delta \cos \left(\phi \right)}}}
donde {\displaystyle r\,\!} es el radio aproximado, {\displaystyle w\,\!} es la batalla, {\displaystyle \theta \,\!} es la inclinación hacia la curva, {\displaystyle \delta \,\!} es el ángulo del manubrio, y {\displaystyle \phi \,\!} es el lanzamiento.
En tercer lugar, como las ruedas delantera y trasera pueden tener diferentes ángulos de patinaje debidos a la distribución del peso, propiedades de las llantas, etc., las motos o bicicletas pueden experimentar  subviraje o  sobreviraje. Cuando en subviraje, el ángulo de patinaje de la rueda delantera será mayor y cuando en sobreviraje el ángulo de patinaje de la rueda delantera será menor del que se tendría si los ángulos de patinaje fueran iguales para lograr mantener el radio de curva requerido. Algunos autores aún usan el término contraviraje para referirse al fenómeno de virar la rueda delantera en dirección contraria a la curva a tomar (ángulo de viraje negativo) para mantener el control del vehículo debido a un mayor derrape de la rueda trasera.
En cuarto lugar, la fuerza perpendicular en el plano del piso, debida al ángulo de caída hacia la curva contribuye a la fuerza centrípeta necesaria para desviar a la moto o bicicleta de la dirección recta, y seguir la curva, junto con la fuerza de deslizamiento, transversal al movimiento tangencial, la cual puede ser la fuerza que más contribuya a la fuerza lateral. La inclinación lateral contribuye al movimiento de las motos y bicicletas en las curvas de modo que con un menor ángulo de viraje que los vehículos de 4 ruedas, se puede tener el mismo radio de curva. Cuando la moto se inclina y el manubrio está en la misma dirección, la inclinación del neumático delantero es mayor que la del trasero por lo que genera mayor fuerza por inclinación que la llanta trasera.

#### Sin manos
Mientras que el contraviraje es usualmente iniciado al aplicar una fuerza directamente en el manillar, en las bicicletas o motos más pequeñas, puede también ser iniciado al cambiar la posición del peso del conductor. Si el conductor se cambia de posición a la derecha, la bicicleta o moto ligera se inclinará a la izquierda para conservar el momento angular, y el centro de masa se conservará cerca del plano central. Esta inclinación hacia la izquierda, llamada por algunos autores contra inclinación, causará un viraje hacia la izquierda del manillar y un cambio de dirección hacia la derecha, como al aplicar al manillar fuerza a la izquierda en el contraviraje. Esta técnica se puede complicar por factores adicionales como fricción y tensión en cables de control del frente de viraje.
El centro de masa combinado se mueve ligeramente hacia la izquierda cuando el conductor se inclina a la derecha ya que en reacción a la inclinación del conductor toda la bici o motocicleta se inclina hacia la izquierda. Como hay fricción entre las llantas y el piso, entonces no se inclina la bici igualmente hacia la izquierda por lo que hay una pequeña desviación del centro de masa a la derecha. El efecto es pequeño como es evidente por la dificultad que tienen la mayoría de las personas al balancear el vehículo por este método solamente.

#### Efectos giroscópicos
Como se menciona arriba en la sección de balance, uno de los efectos de cambiar la dirección de la rueda delantera es un momento de giro causado por la precesión giroscópica. La magnitud de este momento es proporcional al momento de inercia de la rueda delantera, la velocidad de giro en su movimiento hacia adelante, la velocidad a la que el piloto vira el manubrio al aplicarle torque y el coseno del ángulo entre el eje de viraje y la vertical.
Para una motocicleta que se mueve a 22 m/s (50 mph) que tiene la rueda delantera con un momento de inercia de 0.6 kg·m²,  virar la rueda en 1 grado en medio segundo genera un momento de 3.5 N·m. Comparando, la fuerza lateral de la llanta delantera en las curvas alcanza un máximo de 50 N. Entonces, si tomamos los 0.6 m de la altura del centro de masa, tenemos un momento de 30 N·m.
Mientras tanto el momento debido a las fuerzas giroscópicas de las ruedas es apenas el 12% de esa cantidad. Al ser un momento que actúa de forma instántanea al aplicar el torque al manubrio es muy usado en competencias de motociclismo de alta velocidad.

#### Control de dirección usando las 2 ruedas
Por los beneficios teóricos, como un radio menor en los virajes a baja velocidad, se han hecho varios intentos para construir motocicletas y bicicletas con viraje en ambas ruedas. Un prototipo funcional hecho por Ian Drysdale enAustralia se reportó que "trabaja muy bien." Los problemas de diseño incluyen el decidir si incluir el control de la rueda trasera o dejarla virar libremente. En el caso de controlarla, los algoritmos de control deben de decidir si virar en el sentido de la rueda delantera o en la dirección contraria, cuando y cuanto. Una de las implementaciones de dirección en ambas ruedas, la Sideways bike, permite al conductor el control de la dirección en ambas ruedas. Otra, la  Swing Bike, tiene el segundo eje de viraje adelante del asiento del conductor de modo que puede ser controlado con la cadera y el manubrio del mismo.
Milton W. Raymond construyó una larga y baja bicicleta con control de dirección en ambas ruedas a la que llamó "X-2", con varios mecanismos de control de viraje independientes para ambas ruedas. Sus movimientos de viraje incluyeron el "balance", en el cual ambas ruedas se movían juntas para virar el contacto de las gomas bajo el centro de masa de la bicicleta; y el "Círculo verdadero", en el cual las ruedas viraban el mismo ángulo en sentidos opuestos y por lo tanto la bicicleta viraba casi sin cambiar la posición lateral del centro de contacto de las ruedas en relación con el centro de masa del conjunto. La  X-2 también era capaz de moverse como cangrejo de manera lateral. El viraje por "Balance" permitía un fácil balanceo a pesar de la gran batalla y un bajo centro de masa pero no tuvo autobalance ("sin manos"). "Círculo verdadero", como se esperaba, fue imposible de balancear. El movimiento de cangrejo fue probado hasta ángulos de 45 grados sin tendencia a caerse. aún con fuerte frenado. Se menciona a la  X-2 en el libro de Whitt y Wilson Bicycling Science 2.ª edición.

#### Control de dirección en la rueda trasera
A causa de los beneficios teóricos, especialmente la simplificación de los mecanismos, se han hecho intentos de construir una bicicleta con la dirección en la rueda trasera. La Bendix Company construyó una bicicleta con dirección en la rueda trasera, y el departamento del transporte de EE.UU. comisionó la construcción de una motocicleta con dirección en la rueda trasera: Ambos proyectos probaron ser inmaniobrables. Rainbow Trainers, Inc. en Alton, Illinois, ofreció una recompensa de US$5,000 dólares a la primera persona que pudiera manejar con éxito la bicicleta de dirección trasera "Bicycle I". Un ejemplo exitoso de alguien manejando una bicicleta de dirección trasera fue el de L. H. Laiterman en el MIT (Massachusetts Institute of Technology), con una bicicleta especialmente diseñada. La dificultad es que el virar a la izquierda va acompañado de la rueda trasera orientándose hacia la derecha, lo que inicialmente mueve la masa hacia la derecha y viceversa. Esto complica la tarea de compensar las inclinaciones en las curvas. El análisis de los eigenvalores para bicicletas con geometrías estándar, muestra que cuando se va en reversa, simulando las condiciones de dirección en la rueda trasera, son inherentemente inestables. Hay otros diseños a propósito que no sufren de este problema.

#### Control de viraje central

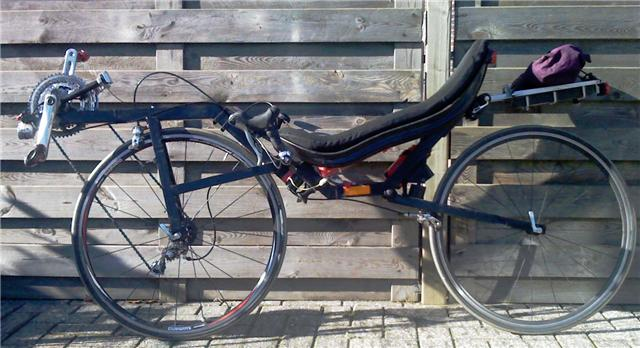
Flevobike with center steering

Entre los 2 extremos de las bicis o motos con control de dirección en la rueda delantera o control en la rueda trasera, existen las que tienen el control entre las 2 ruedas al tener un pivote en la mitad del cuerpo. A estos vehículos se les conoce como bicis o motos con control de dirección central que son similares a los vehículos articulados. Una implementación temprana de este sistema fue la bicicleta de concepto Phantom a principios de la década de 1870, promovida como una alternativa más segura a la  penny-farthing. This design allows for simple front-wheel drive and current implementations appear to be quite stable, even rideable no-hands, as many photographs illustrate.
Estos diseños, como la Python Lowracer, tienen usualmente lanzamientos muy grandes (de 40° to 65°) y arrastre (o avance) positivo o negativo. El constructor de un vehículo con arrastre negativo, especifica que el viraje fuerza el asiento hacia arriba compensando el efecto desestabilizador del arrastre negativo.

#### Interferencia de palanca
El efecto de palanca se usa para nombrar el efecto que se tiene cuando los brazos del manubrio son muy largos y pueden interferir en el viraje a la izquierda o derecha del vehículo, especialmente en la motocicletas de crucero y algunas de las bicicletas de perfil bajo u horizontales. Puede ser problemático si los brazos del manubrio impiden el giro del mismo al virar.

### Neumáticos
Los neumáticos tienen una gran influencia en el comportamiento y manejo de los vehículos, en especial en las motocicletas, pero también en las bicicletas. Los neumáticos influyen en la dinámica de las motos y bicis en dos formas: El tamaño del radio de la circunferencia generatriz del toroide (la forma del neumático) y la fuerza generada. Al incrementar ese radio en la llanta delantera se decrementa la autoestabilidad mientras que si se incrementa el mismo en la llanta trasera se aumenta la autoestabilidad aunque en menor grado.
Las llantas generan las fuerzas necesarias para girar en las curvas y mantener el balance a través de una combinación entre la inclinación del vehículo y la posición del manubrio. La presión de los neumáticos ha demostrado ser una importante variable en el desempeño de la motocicleta a altas velocidades. Ya que el ángulo de deslizamiento lateral de las llantas (neumáticos) es distinta entre la llanta delantera y trasera debido a las propiedades de las llantas y a la distribución del peso, las motos o bicis pueden experimentar ya sea sobre o subviraje. De los dos el subviraje es el más peligroso, cuando la llanta delantera se desliza horizontalmente más que la llanta delantera, ya que de las dos la llanta delantera es crítica para mantener el balance, así como la dirección y el frenado.
También porque la superficie de contacto de los neumáticos con el camino tiene un tamaño finito, puede generar un deslizamiento giratorio, y entonces en una curva, puede ocurrir un derrape con torca alrededor del eje del derrape circular y ortogonal a las superficie de contacto.

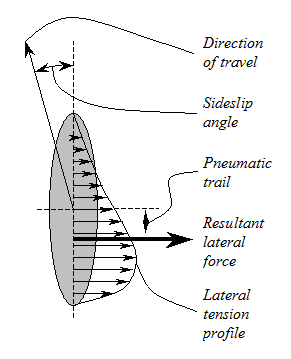
Área de contacto de un neumático de bicicleta durante un giro a la derecha.

Otra torca generada por la llanta, se llama torca de autoalineación, y está dada por la asimetría del perfil de la llanta a ambos lados del centro de la misma y la superficie de contacto con el camino. La fuerza resultante del deslizamiento lateral ocurre detrás del centro de la banda de contacto, cuya distancia se conoce como arrastre neumático, con lo que crea un par-motor en la llanta. Ya que la dirección del deslizamiento es hacia afuera de la curva, la fuerza en el neumático es hacia el centro del radio de la curva descrita. Por lo tanto este par-motor tiende a girar la rueda delantera en la dirección del deslizamiento, en dirección opuesta a la curva y por lo tanto tiende a aumentar el radio de la curva trazada.
Otro par-motor es producido por el ancho finito de la banda de contacto y la inclinación del neumático en la curva. La porción de la superficie de contacto del neumático hacia afuera de la curva se está deslizando hacia atrás con respecto al eje de viraje de la rueda, más rápido que la parte interna, por el mayor radio con respecto al eje de viraje. Esto lleva a un deslizamiento de la parte interna y externa de la superficie de contacto del neumático en direcciones opuestas, generando un torque de la rueda sobre el eje de viraje hacia el interior de la curva, por lo que tiende a reducir el radio del trazado de la trayectoria del vehículo.
La combinación de estos dos factores opuestos genera una torca resultante yaw en la rueda delantera, y su dirección es dependiente del ángulo de deslizamiento lateral del neumático, la dirección a la que apunta y la inclinación de la llanta. El resultado de esta torca es casi siempre la eliminación de la inversión de la velocidad predicha en los modelos de rueda rígida descritos arriba en la sección  sobre #Viraje estable.

#### Barril invertido
El derrape invertido o ... de barril invertido también llamado highsider, highside, o high side es un tipo de movimiento de la moto o bicicleta que ocurre cuando la llanta trasera adquiere tracción después de haberla perdido y la dirección del movimiento está en ángulo con la dirección de la llanta, por ejemplo derrapando la llanta trasera durante una curva y recuperando la tracción, entonces la motocicleta tenderá a girar sobre su eje longitudinal hacia afuera de la curva. Esto puede ocurrir en condiciones de fuerte frenado o aceleración, por una superficie irregular o movimientos de la suspensión. Puede tomar la forma de un solo movimiento o una sucesión de fuertes oscilaciones.

### Manejo y maniobrabilidad
La maniobrabilidad en una bici o motocicleta es difícil de cuantificar por diversas razones. Hay gran dificultad para el análisis y modelado de la geometría de una motocicleta, especialmente el análisis de los cambios de eje de giro de la dirección en las curvas. Bajo muchas condiciones el manejo es inestable y debe estar siempre bajo el control del jinete. A final de cuentas la habilidad del motero tiene gran influencia en el desempeño, maniobrabilidad y estabilidad del vehículo.  
(ver Cinemática).

#### Entradas del control del piloto

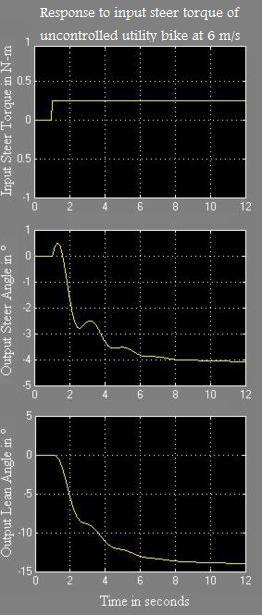
Gráficas que nos muestran la inclinación y la respuesta al ángulo de giro de una bicicleta estable, viajando a una velocidad estable de (6 m/s), hasta un torque de viraje que comienza como un impulso y después se mantiene constante.
Torque a la derecha causa un viraje inicial a la derecha pero con inclinación lateral a la izquierda, y eventualmente giro estable e inclinación a la izquierda.

El control principal del vehículo lo obtiene el piloto mediante los puños del manillar o manubrio, al aplicarles fuerza contraria alrededor del eje de viraje. Gracias a la dinámica propia de la motocicleta, su misma geometría y los efectos giroscópicos, el control directo del ángulo de viraje ha probado ser problemático.
Una segunda forma de controlar el vehículo es inclinar el torso en relación con el vehículo. La efectividad de la inclinación como control es inversamente proporcional a la masa del vehículo. En vehículos pesados ayuda al control del mismo.

#### Diferencias con los automóviles
La necesidad de tener la bici o moto de manera vertical y la posibilidad de daños personales limita las pruebas a las que se pueden someter este tipo de vehículos. por ejemplo pueden existir pruebas de patinaje o derrape para vehículos de 4 ruedas, que no se realizan en vehículos de 2 ruedas por la peligrosidad de su realización

#### Métodos de medición
Hay varias medidas que describen la maniobrabilidad de los vehículos de 2 ruedas, a continuación se exponen los principales.
- El roll index la relación entre la torca del manubrio y el giro o ángulo de inclinación al viraje.

- El Índice de aceleración es la relación entre la torca al manubrio la fuerza centrífuga en el viraje.

- El radio de viraje es la relación o radio entre el comportamiento ideal (neutral) entre los neumáticos al tomar las curvas y los valores reales.[9] Para deslizamiento igual entre la llanta delantera y trasera el valor es uno. Menor a 1 cuando el deslizamiento de la llanta delantera es mayor también conocido como subviraje  y valores superiores a 1 si la llanta trasera se desliza más en una curva que la delantera o sobreviraje en cuyo caso se usa el contraviraje compensatorio o mantener el manubrio en posición contraria a la curva tratando de aumentar el radio de la trayectoria.[9]

- El índice Koch es la relación entre la torca pico del manubrio y el producto entre el pico de inclinación y la velocidad hacia adelante. Las motocicletas pesadas por ejemplo de turismo tienen un índice Koch grande, las motocicletas de peso medio por ejemplo las deportivas tienen un índice Koch medio y las motonetas.

### Teoría del movimiento lateral
Aunque las ecuaciones del movimiento se pueden linealizar, el sistema que explica el movimiento de una motocicleta o bicicleta es un sistema no lineal. Las variables a ser calculadas no pueden ser expresadas como la suma de componentes independientes, por ejemplo su comportamiento general de la motocicleta no puede ser expresado como la suma lineal de los comportamientos individuales de sus componentes.
Por lo general los sistemas no lineales son más difíciles de resolver y entender que los sistemas lineales. En casos ideales, donde la fricción y la flexión de los componentes no se toma en cuenta,el sistema es un sistema energético cerrado. El amortiguamiento, sin embargo, puede ser demostrado bajo circunstancias especiales, las oscilaciones laterales se decrementan con el tiempo. La energía agregada como movimiento lateral a una motocicleta que esté en auto-equilibrio a lo largo del movimiento, se convertirá en energía de avance conforme disminuyan las oscilaciones laterales.
Una motocicleta o bicicleta es un sistema no holonómico porque sus movimientos son el resultados de un camino o topología independiente de la moto y donde sus comportamiento depende no solo de la configuración de la moto sino de la condición previa de la misma, que depende del camino previo. Esto complica su análisis matemático. Finalmente en el lenguaje manejado en la teoría del control, una moto exhibe comportamiento de no fase mínima. . Resulta que la moto gira en el sentido contrario al que inicialmente se dirigió el manubrio como se describe en la sección de contragiro.

#### Grados de libertad

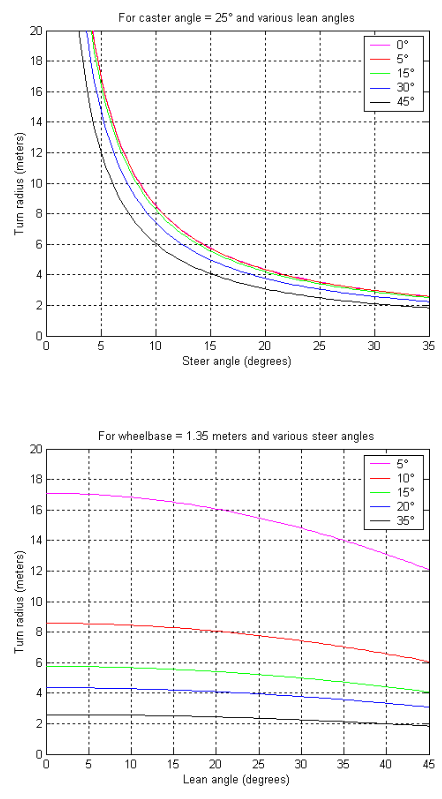
Graphs of bike steer angle and lean angle vs turn radius.

El número de grados de libertad de una moto o bicicleta depende del modelo usado. El modelo más simple que toma en cuenta los comportamientos dinámicos tiene cuatro partes rígidas con extremos afilados rodando en una superficie plana. Tiene 7 grados de libertad (7 variables que describen la localización y orientación de los cuatro cuerpos susodichos):
1. coordenada x del punto de contacto de la rueda trasera
2. coordenada y del punto de contacto de la rueda trasera
3. ángulo de orientación del cuadro trasero (Ángulos de Euler#Ángulos de Tait-Bryan) (yaw)
4. ángulo de rotación de la rueda trasera
5. ángulo de rotación de la rueda delantera
6. ángulo de ataque del cuadro trasero
7. ángulo de viraje entre el cuadro trasero y el frente

El agregar complejidad al modelo, como suspensión, rigidez de llantas, flexibilidad del cuadro o movimientos del piloto implica agregar grados de libertad. Mientras que el ataque del cuadro está definido con la presentación del cuadro vertical y horizontal, el ataque está limitado por el hecho que ambas llantas deben estar en contacto con el piso y por lo tanto puede ser calculado con las otras 7 variables. Si la posición de la moto y sus llantas puede ser ignorada, pueden ignorarse también los primeros 5 grados de libertad y el movimiento de la motocicleta puede ser descrito con solo 2 variables: Inclinación sobre el plano XY y ángulo del manubrio.

#### Ecuaciones del movimiento
Las ecuaciones del movimiento de una motocicleta idealizada implicarían:
- Un cuadro rígido
- Una horquilla rígida
- Dos ruedas rígidas y de borde afilado
- todo conectado con uniones y bujes sin fricción
- operando en una posición vertical desplazándose hacia adelante en una superficie plana de forma estable

puede ser representada con una ecuación diferencial linealizada de cuarto orden o por 2 ecuaciones diferenciales de segundo orden acopladas,
la ecuación de inclinación:
{\displaystyle M_{\theta \theta }{\ddot {\theta _{r}}}+K_{\theta \theta }\theta _{r}+M_{\theta \psi }{\ddot {\psi }}+C_{\theta \psi }{\dot {\psi }}+K_{\theta \psi }\psi =M_{\theta }}
y la ecuación de viraje
{\displaystyle M_{\psi \psi }{\ddot {\psi }}+C_{\psi \psi }{\dot {\psi }}+K_{\psi \psi }\psi +M_{\psi \theta }{\ddot {\theta _{r}}}+C_{\psi \theta }{\dot {\theta _{r}}}+K_{\psi \theta }\theta _{r}=M_{\psi }{\mbox{,}}}
donde
- {\displaystyle \theta _{r}} es el ángulo del ensamble trasero
- {\displaystyle \psi } el ángulo en el plano horizontal entre el ensamble delantero y trasero, y
- {\displaystyle M_{\theta }} y {\displaystyle M_{\psi }} son los momentos aplicados al ensamble trasero y al eje del manubrio respectivamente. Para el análisis de una moto descontrolada ambos se consideran cero. éstos pueden ser representados en forma matricial como

{\displaystyle M\mathbf {\ddot {q}} +C\mathbf {\dot {q}} +K\mathbf {q} =\mathbf {f} }
donde 
- {\displaystyle M} es la matriz de masa simétrica que contiene términos que incluyen  solo la masa y geometría de la moto,
- {\displaystyle C} es la llamada matriz de amortiguamiento, aunque en una moto idealizada no tiene disipación, tiene términos que incluyen velocidad hacia adelante {\displaystyle v} y es asimétrica,
- {\displaystyle K} es la matriz llamada de rigidez, la cual contiene términos que incluyen la constante de Gravitación Universal {\displaystyle g} y {\displaystyle v^{2}} siendo simétrica en {\displaystyle g} y asimétrica en {\displaystyle v^{2}},
- {\displaystyle \mathbf {q} } es un vector con la inclinación hacia adelante y la inclinación del manubrio, y {\displaystyle \mathbf {f} } es el vector con las fuerzas externas: los momentos mencionados arriba.

En este modelo linealizado e idealizado, hay muchos parámetros geométricos (batalla, ángulo de la cabeza, masa de cada cuerpo, radio de las ruedas, etc.), pero con solo 4 variables significantes: Inclinación lateral, cambio de la misma, ángulo del manubrio en su eje, y cambio del mismo. Estas ecuaciones han sido verificadas al compararlas numéricamente contra modelos deducidos independientemente.
Las ecuaciones nos muestran que el vehículo es como un péndulo invertido con la posición lateral de su soporte dependiente de varios términos que representan la aceleración del rodaje, la velocidad del rodaje y el desplazamiento del rodaje contra la retroalimentación del torque del viraje. El término de aceleración del rodaje es por lo general de la dirección contraria a la autoestabilización y puede ser importante en el caso de oscilacion. La velocidad de giro de la rueda en el avance es del sentido correcto o sea hacia la estabilización por el efecto giroscópico, siendo proporcional a la velocidad de avance y es dominada por la contribución de la rueda delantera. El término de giro por el desplazamiento es el más importante y es controlado principalmente por el arrastre de la llanta frontal, y la separación entre el centro de masa de la estructura delantera del eje de giro. Todos los términos implican complejas combinaciones de parámetros de diseño y a veces la velocidad. Las limitaciones de una bicicleta prototipo de pruebas son consideradas y se extiende a condiciones adicionales como el estado de las llantas, cuadro y mecánica y condiciones de los conductores, etc. 
, and their implications, are included. Optimal rider controls for stabilization and path-following control are also discussed.

#### Eigenvalores

Eigenvalores graficados contra velocidad para una bicicleta de trabajo típica simplificada al tener ruedas con bordes de navaja que ruedan sin deslizamiento

Es posible calcular los eigenvalores, uno para cada una de las 4 variables de estado (ángulo de inclinación, velocidad de cambio de inclinación, ángulo de viraje del manubrio, y velocidad de cambio de ángulo del manubrio), desde las ecuaciones linealizadas para poder analizar la estabilidad en el modo normal y la estabilidad de un diseño particular de bicicleta. In the plot to the right, eigenvalues of one particular bicycle are calculated for forward speeds of 0–10 m/s (22 mph). When the real parts of all eigenvalues (shown in dark blue) are negative, the bike is self-stable. When the imaginary parts of any eigenvalues (shown in cyan) are non-zero, the bike exhibits oscillation. The eigenvalues are point symmetric about the origin and so any bike design with a self-stable region in forward speeds will not be self-stable going backwards at the same speed.
There are three forward speeds that can be identified in the plot to the right at which the motion of the bike changes qualitatively:
1. The forward speed at which oscillations begin, at about 1 m/s (2.2 mph) in this example, sometimes called the double root speed due to there being a repeated root to the characteristic polynomial (two of the four eigenvalues have exactly the same value). Below this speed, the bike simply falls over as an inverted pendulum does.
2. The forward speed at which oscillations do not increase, where the weave mode eigenvalues switch from positive to negative in a Hopf bifurcation at about 5.3 m/s (12 mph) in this example, is called the weave speed. Below this speed, oscillations increase until the uncontrolled bike falls over. Above this speed, oscillations eventually die out.
3. The forward speed at which non-oscillatory leaning increases, where the capsize mode eigenvalues switch from negative to positive in a pitchfork bifurcation at about 8 m/s (18 mph) in this example, is called the capsize speed. Above this speed, this non-oscillating lean eventually causes the uncontrolled bike to fall over.

Between these last two speeds, if they both exist, is a range of forward speeds at which the particular bike design is self-stable. In the case of the bike whose eigenvalues are shown here, the self-stable range is 5.3–8.0 m/s (12–18 mph). The fourth eigenvalue, which is usually stable (very negative), represents the castoring behavior of the front wheel, as it tends to turn towards the direction in which the bike is traveling. Note that this idealized model does not exhibit the wobble or shimmy and rear wobble instabilities described above. They are seen in models that incorporate tire interaction with the ground or other degrees of freedom.
Experimentation with real bikes has so far confirmed the weave mode predicted by the eigenvalues. It was found that tire slip and frame flex are not important for the lateral dynamics of the bicycle in the speed range up to 6 m/s. The idealized bike model used to calculate the eigenvalues shown here does not incorporate any of the torques that real tires can generate, and so tire interaction with the pavement cannot prevent the capsize mode from becoming unstable at high speeds, as Wilson and Cossalter suggest happens in the real world.

#### Modos

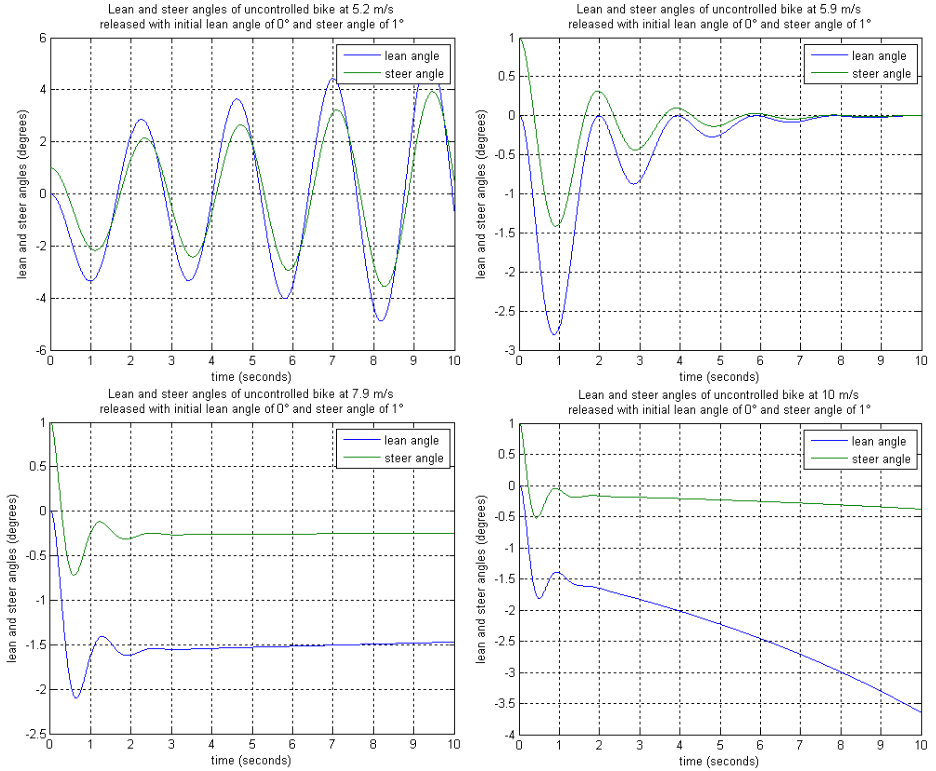
Graphs that show (from left to right, top to bottom) weave instability, self-stability, marginal self-stability, and capsize instability in an idealized linearized model of an uncontrolled utility bicycle.

Bikes, as complex mechanisms, have a variety of modes: fundamental ways that they can move. These modes can be stable or unstable, depending on the bike parameters and its forward speed. In this context, "stable" means that an uncontrolled bike will continue rolling forward without falling over as long as forward speed is maintained. Conversely, "unstable" means that an uncontrolled bike will eventually fall over, even if forward speed is maintained. The modes can be differentiated by the speed at which they switch stability and the relative phases of leaning and steering as the bike experiences that mode. Any bike motion consists of a combination of various amounts of the possible modes, and there are three main modes that a bike can experience: capsize, weave, and wobble. A lesser known mode is rear wobble, and it is usually stable.

##### Capsize
Capsize is the word used to describe a bike falling over without oscillation. During capsize, an uncontrolled front wheel usually steers in the direction of lean, but never enough to stop the increasing lean, until a very high lean angle is reached, at which point the steering may turn in the opposite direction. A capsize can happen very slowly if the bike is moving forward rapidly. Because the capsize instability is so slow, on the order of seconds, it is easy for the rider to control, and is actually used by the rider to initiate the lean necessary for a turn.
For most bikes, depending on geometry and mass distribution, capsize is stable at low speeds, and becomes less stable as speed increases until it is no longer stable. However, on many bikes, tire interaction with the pavement is sufficient to prevent capsize from becoming unstable at high speeds.

##### Weave
Weave is the word used to describe a slow (0–4 Hz) oscillation between leaning left and steering right, and viceversa. The entire bike is affected with significant changes in steering angle, lean angle (roll), and heading angle (yaw). The steering is 180° out of phase with the heading and 90° out of phase with the leaning. This AVI movie shows weave.
For most bikes, depending on geometry and mass distribution, weave is unstable at low speeds, and becomes less pronounced as speed increases until it is no longer unstable. While the amplitude may decrease, the frequency actually increases with speed.

##### Wobble or shimmy

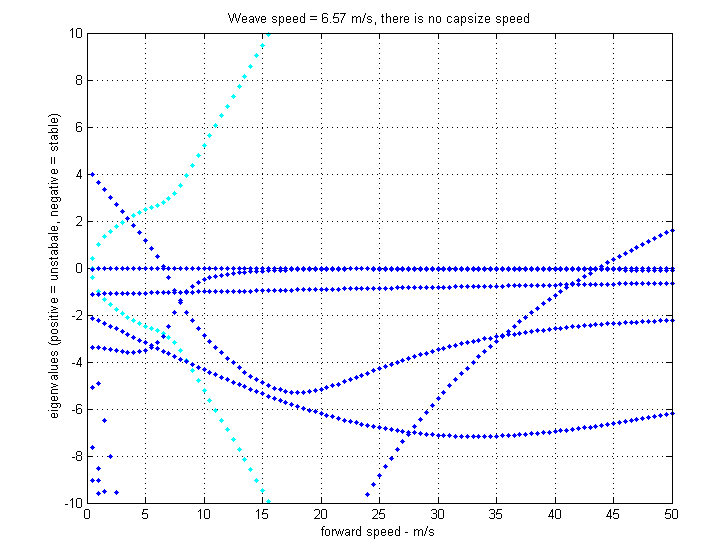
Eigenvalues plotted against forward speed for a motorcycle modeled with frame flexibility and realistic tire dynamics. Additional modes can be seen, such as wobble, which becomes unstable at 43.7 m/s.

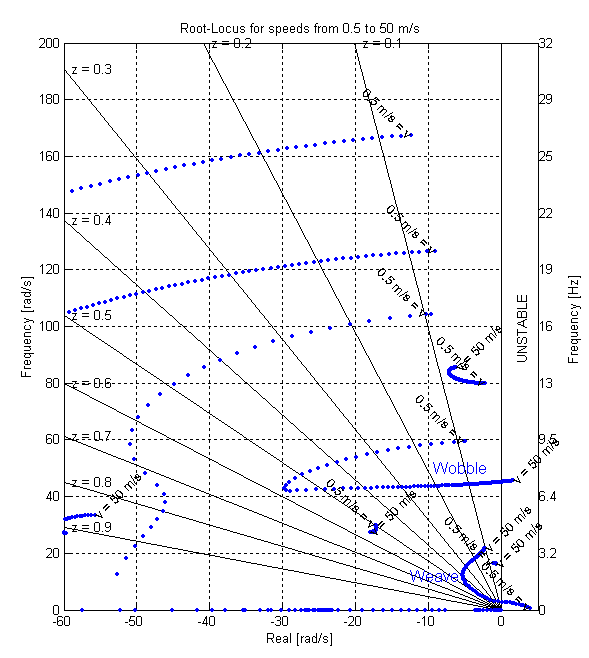
The same eigenvalues as in the figure above, but plotted on a root locus plot. Several additional oscillating modes are visible.

Wobble, shimmy, tank-slapper, speed wobble, and death wobble are all words and phrases used to describe a rapid (4–10 Hz) oscillation of primarily just the front end (front wheel, fork, and handlebars). Also involved is the yawing of the rear frame which may contribute to the wobble when too flexible. This instability occurs mostly at high speed and is similar to that experienced by shopping cart wheels, airplane landing gear, and automobile front wheels. While wobble or shimmy can be easily remedied by adjusting speed, position, or grip on the handlebar, it can be fatal if left uncontrolled.
Wobble or shimmy begins when some otherwise minor irregularity, such as fork asymmetry, accelerates the wheel to one side. The restoring force is applied in phase with the progress of the irregularity, and the wheel turns to the other side where the process is repeated. If there is insufficient damping in the steering the oscillation will increase until system failure occurs. The oscillation frequency can be changed by changing the forward speed, making the bike stiffer or lighter, or increasing the stiffness of the steering, of which the rider is a main component.

##### Rear wobble
The term rear wobble is used to describe a mode of oscillation in which lean angle (roll) and heading angle (yaw) are almost in phase and both 180° out of phase with steer angle. The rate of this oscillation is moderate with a maximum of about 6.5 Hz. Rear wobble is heavily damped and falls off quickly as bike speed increases.

##### Criterios de diseño
The effect that the design parameters of a bike have on these modes can be investigated by examining the eigenvalues of the linearized equations of motion. For more details on the equations of motion and eigenvalues, see the section on the equations of motion above. Some general conclusions that have been drawn are described here.
The lateral and torsional stiffness of the rear frame and the wheel spindle affects wobble-mode damping substantially. Long wheelbase and trail and a flat steering-head angle have been found to increase weave-mode damping. Lateral distortion can be countered by locating the front fork torsional axis as low as possible.
Cornering weave tendencies are amplified by degraded damping of the rear suspension. Cornering, camber stiffnesses and relaxation length of the rear tire make the largest contribution to weave damping. The same parameters of the front tire have a lesser effect. Rear loading also amplifies cornering weave tendencies. Rear load assemblies with appropriate stiffness and damping, however, were successful in damping out weave and wobble oscillations.
One study has shown theoretically that, while a bike leaned in a turn, road undulations can excite the weave mode at high speed or the wobble mode at low speed if either of their frequencies match the vehicle speed and other parameters. Excitation of the wobble mode can be mitigated by an effective steering damper and excitation of the weave mode is worse for light riders than for heavy riders.

### Manejando en bandas sin fin y en rodillos
Manejar en una banda sin fin es, en teoría, idéntico a manejar en el piso inmóvil, y pruebas físicas lo han confirmado. Bandas sin fin han sido desarrolladas específicamente para entrenamiento en bicicleta bajo techo. Manejo en rodillos está aún en desarrollo. -->

## Dinámica longitudinal

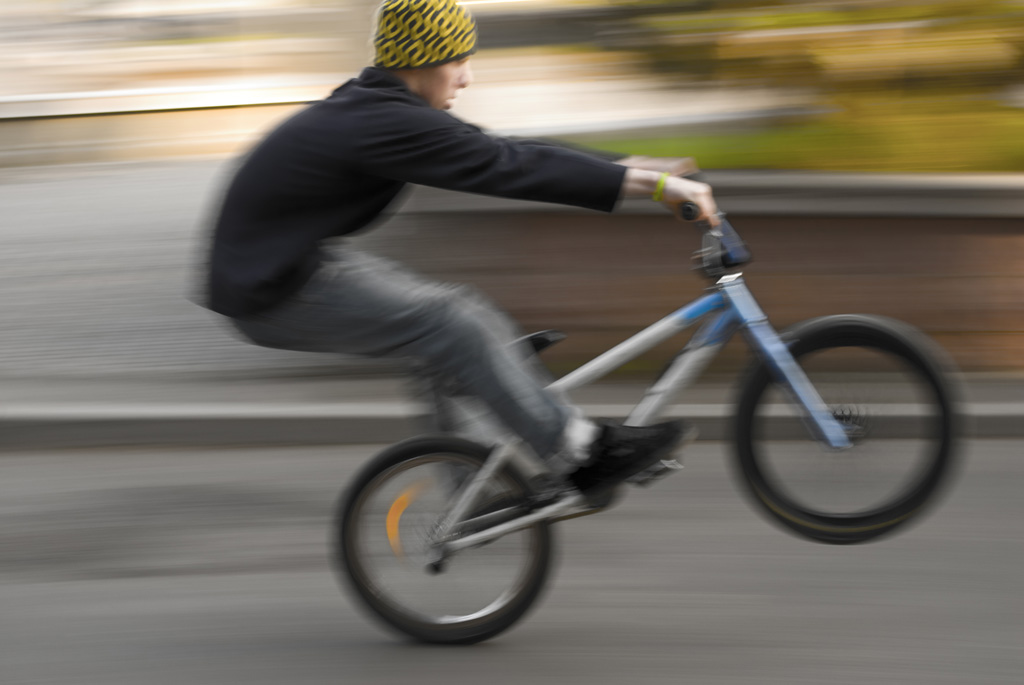
A bicyclist performing a wheelie.

Las motos y bicicletas pueden experimentar una variedad de fuerzas y movimientos a lo largo. En la mayoría de los vehículos, cuando el manubrio es movido hacia un lado o el otro, el eje trasero se adelanta ligeramente, dependiendo de la inclinación durante el giro y la cantidad de camber e inclinación del eje delantero. En bicicletas con suspensiones ya sean frontales, traseras o ambas, una simplificación es usada para describir la configuración geométrica del vehículo, especialmente con relación a las fuerzas de frenado, aceleración y viraje, el tren impulsor y la fricción del aire.
La distribución de la carga en los 2 ejes de las motos o bicicletas, depende no solo del centro de masa del vehículo, que de hecho varía con la posición de los pasajeros y equipaje de los mismos, sino también con la aceleración y frenado del vehículo. Este fenómeno se conoce como transferencia de carga o transferencia de peso load transfer or weight transfer, dependiendo del autor y estriba retos y oportunidades tanto para los pilotos como para los diseñadores de vehículos de 2 ruedas. Por ejemplo se puede usar para incrementar la fricción de la llanta delantera en las curvas y al intentar disminuir la compresión de la llanta delantera durante el frenado. 
Las fuerzas de fricción del aire se pueden considerar como actuando en un solo punto del vehículo, llamado Centro de presión. A altas velocidades esto crea un momento alrededor del eje trasero que transferirá la carga a la llanta trasera. . También dependiendo de la forma de la motocicleta y la forma del carenado si es que tiene, la fricción del aire puede aumentar o disminuir el peso en la rueda delantera a distintas velocidades de manejo.

### Estabilidad
Though longitudinally stable when stationary, a bike may become longitudinally unstable under sufficient acceleration or deceleration, and Euler's second law can be used to analyze the ground reaction forces generated. For example, the normal (vertical) ground reaction forces at the wheels for a bike with a wheelbase {\displaystyle L} and a center of mass at height {\displaystyle h} and at a distance {\displaystyle b} in front of the rear wheel hub, and for simplicity, with both wheels locked, can be expressed as:
{\displaystyle N_{r}=mg\left({\frac {L-b}{L}}-\mu {\frac {h}{L}}\right)} for the rear wheel and {\displaystyle N_{f}=mg\left({\frac {b}{L}}+\mu {\frac {h}{L}}\right)} for the front wheel.
The frictional (horizontal) forces are simply
{\displaystyle F_{r}=\mu N_{r}\,} for the rear wheel and {\displaystyle F_{f}=\mu N_{f}\,} for the front wheel,
where {\displaystyle \mu } is the coefficient of friction, {\displaystyle m} is the total mass of the bike and rider, and {\displaystyle g} is the acceleration of gravity. Therefore, if
{\displaystyle \mu \geq {\frac {L-b}{h}},}
which occurs if the center of mass is anywhere above or in front of a line extending back from the front wheel contact patch and inclined at the angle
{\displaystyle \theta =\tan ^{-1}\left({\frac {1}{\mu }}\right)\,}
above the horizontal, then the normal force of the rear wheel will be zero (at which point the equation no longer applies) and the bike will begin to flip or loop forward over the front wheel.
On the other hand, if the center of mass height is behind or below the line, such as on most tandem bicycles or long-wheel-base recumbent bicycles, as well as cars, it is less likely that the front wheel can generate enough braking force to flip the bike. This means they can decelerate up to nearly the limit of adhesión of the tires to the road, which could reach 0.8 g if the coefficient of friction is 0.8, which is 40% more than an upright bicycle under even the best conditions. Bicycling Science author David Gordon Wilson points out that this puts upright bicyclists at particular risk of causing a rear-end collision of they tailgate cars.
Similarly, powerful motorcycles can generate enough torque at the rear wheel to lift the front wheel off the ground in a maneuver called a wheelie. A line similar to the one described above to analyze braking performance can be drawn from the rear wheel contact patch to predict if a wheelie is possible given the available friction, the center of mass location, and sufficient power. This can also happen on bicycles, although there is much less power available, if the center of mass is back or up far enough or the rider lurches back when applying power to the pedals.
Of course, the angle of the terrain can influence all of the calculations above. All else remaining equal, the risk of pitching over the front end is reduced when riding up hill and increased when riding down hill. The possibility of performing a wheelie increases when riding up hill, and is a major factor in motorcycle hillclimbing competitions.

### Frenado de acuerdo a las condiciones del camino

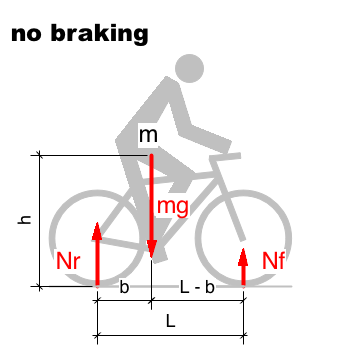
With no braking, on a bicycle m is usually approximately over the bottom bracket

When braking, the rider in motion is seeking to change the speed of the combined mass m of rider plus bike. This is a negative acceleration a in the line of travel. F=ma, the acceleration a causes an inertial forward force F on mass m.
The braking a is from an initial speed u to a final speed v, over a length of time t. The equation u - v = at implies that the greater the acceleration the shorter the time needed to change speed. The stopping distance s is also shortest when acceleration a is at the highest possible value compatible with road conditions: the equation s = ut + 1/2 at2 makes s low when a is high and t is low.
How much braking force to apply to each wheel depends both on ground conditions and on the balance of weight on the wheels at each instant in time. The total braking force cannot exceed the gravity force on the rider and bike times the coefficient of friction µ of the tire on the ground. mgµ >= Ff + Fr. A skid occurs if the ratio of either Ff over Nf or Fr over Nr is greater than µ, with a rear wheel skid having less of a negative impact on lateral stability.

When braking, the inertial force ma in the line of travel, not being co-linear with f, tends to rotate m about f. This tendency to rotate, an overturning moment, is resisted by a moment from mg.  

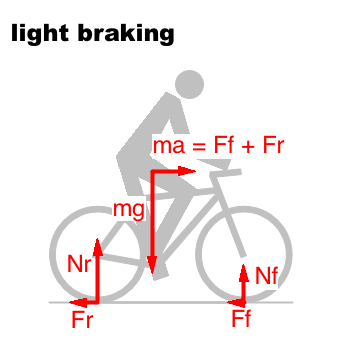
In light braking, Nr is still significant so Fr can contribute towards braking. Nr decreases as ma increases

Taking moments about the front wheel contact point at an instance in time:
- When there is no braking, mass m is typically above the bottom bracket, about 2/3 of the way back between the front and rear wheels, with Nr thus greater than Nf.
- In constant light braking, whether because an emergency stop is not required or because poor ground conditions prevent heavy braking, much weight still rests on the rear wheel, meaning that Nr is still large and Fr can contribute towards a.
- As braking a increases, Nr and Fr decrease because the moment mah increases with a. At maximum constant a, clockwise and anti-clockwise moments are equal, at which point Nr = 0. Any greater Ff initiates a stoppie. At maximum braking, Nr = 0

Other factors:

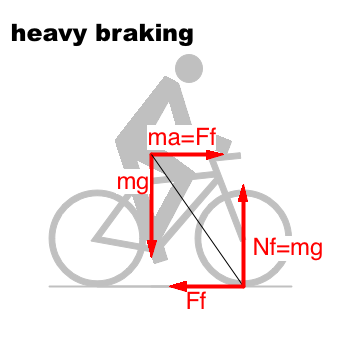
At maximum braking, Nr = 0

- Downhill it is much easier to topple over the front wheel because the incline moves the line of mg closer to f. To try to reduce this tendency the rider can stand back on the pedals to try to keep m as far back as possible.
- When braking is increasing the center of mass m may move forward relative to the front wheel, as the rider moves forward relative to the bike, and, if the bike has suspension on the front wheel, the front forks compress under load, changing the bike geometry. This all puts extra load on the front wheel.
- At the end of a brake maneuver, as the rider comes to a halt, the suspension decompresses and pushes the rider back.

Values for µ vary greatly depending on a number of factors:
- The material that the ground or road surface is made of.
- Whether the ground is wet or dry.
- The smoothness or roughness of the ground.
- The firmness or looseness of the ground.
- The speed of the vehicle, with friction reducing above 30 mph (50kph).
- Whether friction is rolling or sliding, with sliding friction at least 10% below peak rolling friction.[84]

### Frenado

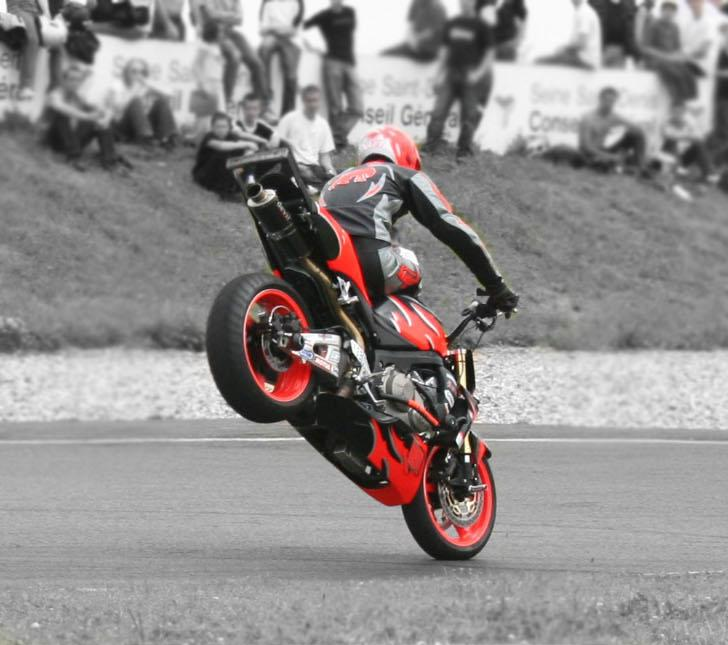
A motorcyclist performing a stoppie.

Most of the braking force of standard upright bikes comes from the front wheel. As the analysis above shows, if the brakes themselves are strong enough, the rear wheel is easy to skid, while the front wheel often can generate enough stopping force to flip the rider and bike over the front wheel. This is called a stoppie if the rear wheel is lifted but the bike does not flip, or an endo (abbreviated form of end-over-end) if the bike flips. On long or low bikes, however, such as cruiser motorcycles and recumbent bicycles, the front tire will skid instead, possibly causing a loss of balance.  Assuming no loss of balance, it is possible to calculate optimum braking performance depending on the bike's geometry, the location of center of gravity of bike and rider, and the maximum coefficient of friction.
In the case of a front suspension, especially telescoping fork tubes, the increase in downward force on the front wheel during braking may cause the suspension to compress and the front end to lower. This is known as brake diving. A riding technique that takes advantage of how braking increases the downward force on the front wheel is known as trail braking.

#### Frenado con la rueda delantera
The limiting factors on the maximum deceleration in front wheel braking are:
- the maximum, limiting value of static friction between the tire and the ground, often between 0.5 and 0.8 for rubber on dry asphalt,[87]
- the kinetic friction between the brake pads and the rim or disk, and
- pitching or looping (of bike and rider) over the front wheel.

For an upright bicycle on dry asphalt with excellent brakes, pitching will probably be the limiting factor. The combined center of mass of a typical upright bicycle and rider will be about 60 cm (23,6 plg) back from the front wheel contact patch and 120 cm (47,2 plg) above, allowing a maximum deceleration of 0.5 g (5 m/s2 or 16 ft/s2). If the rider modulates the brakes properly, however, pitching can be avoided. If the rider moves his weight back and down, even larger decelerations are possible.
Front brakes on many inexpensive bikes are not strong enough so, on the road, they are the limiting factor. Cheap cantilever brakes, especially with "power modulators", and Raleigh-style side-pull brakes severely restrict the stopping force. In wet conditions they are even less effective. Front wheel slides are more common off-road. Mud, water, and loose stones reduce the friction between the tire and trail, although knobby tires can mitigate this effect by grabbing the surface irregularities. Front wheel slides are also common on corners, whether on road or off. Centripetal acceleration adds to the forces on the tire-ground contact, and when the friction force is exceeded the wheel slides.

#### Frenado con la rueda trasera
The rear brake of an upright bicycle can only produce about 0.25 g (~2.5 m/s2) deceleration at best, because of the decrease in normal force at the rear wheel as described above. All such bikes with only rear braking are subject to this limitation: for example, bikes with only a coaster brake, and fixed-gear bikes with no other braking mechanism. There are, however, situations that may warrant rear wheel braking
- Slippery surfaces or bumpy surfaces. Under front wheel braking, the lower coefficient of friction may cause the front wheel to skid which often results in a loss of balance.[88]
- Front flat tire. Braking a wheel with a flat tire can cause the tire to come off the rim which greatly reduces friction and, in the case of a front wheel, result in a loss of balance.[88]
- Front brake failure.[88]
- Recumbent bicycles. Long-wheelbase recumbents require a good rear brake as the CG is near the rear wheel.[89]

#### Técnicas de frenado
Expert opinion varies from "use both levers equally at first"
to "the fastest that you can stop any bike of normal wheelbase is to apply the front brake so hard that the rear wheel is just about to lift off the ground," depending on road conditions, rider skill level, and desired fraction of maximum possible deceleration.

## Suspensión

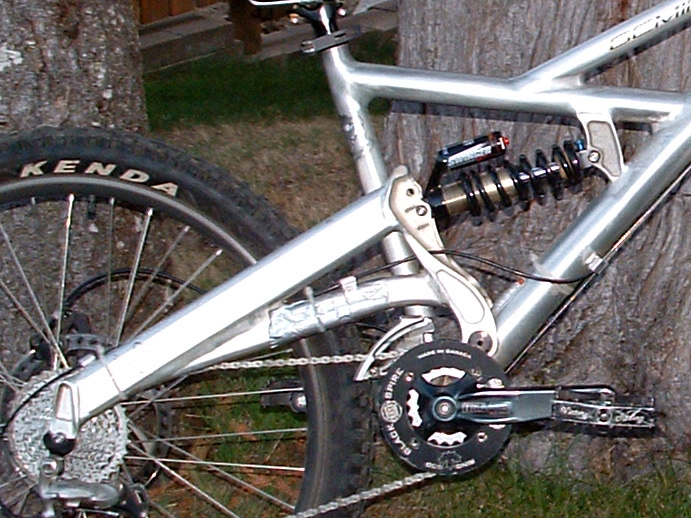
Mountain bike rear suspension

Bikes may have only front, only rear, full suspension or no suspension that operate primarily in the central plane of symmetry; though with some consideration given to lateral compliance. The goals of a bike suspension are to reduce vibration experienced by the rider, maintain wheel contact with the ground, and maintain vehicle trim. The primary suspension parameters are stiffness, damping, sprung and unsprung mass, and tire characteristics. Besides irregularities in the terrain, brake, acceleration, and drive-train forces can also activate the suspension as described above. Examples include bob and pedal feedback on bicycles, the shaft effect on motorcycles, and 
squat and brake dive on both.

## Vibración
The study of vibrations in bikes includes its causes, such as engine balance, wheel balance, ground surface, and aerodynamics; its transmission and absorption; and its effects on the bike, the rider, and safety. An important factor in any vibration analysis is a comparison of the natural frequencies of the system with the possible driving frequencies of the vibration sources. A close match means mechanical resonance that can result in large amplitudes. A challenge in vibration damping is to create compliance in certain directions (vertically) without sacrificing frame rigidity needed for power transmission and handling (torsionally). Another issue with vibration for the bike is the possibility of failure due to material fatigue Effects of vibration on riders include discomfort, loss of efficiency, Hand-Arm Vibration Syndrome, a secondary form Raynaud's disease, and whole body vibration. Vibrating instruments may be inaccurate or difficult to read.

### En bicicletas
The primary cause of vibrations in a properly functioning bicycle is the surface over which it rolls. In addition to pneumatic tires and traditional bicycle suspensions, a variety of techniques have been developed to damp vibrations before they reach the rider. These include materials, such as carbon fiber, either in the whole frame or just key components such as the front fork, seatpost, or handlebars; tube shapes, such as curved seat stays; and special inserts, such as Zertz by Specialized, and Buzzkills by Bontrager.

### En motocicletas
In addition to the road surface, vibrations in a motorcycle can be caused by the engine and wheels, if unbalanced. Manufacturers employ a variety of technologies to reduce or damp these vibrations, such as engine balance shafts, rubber engine mounts, and tire weights. The problems that vibration causes have also spawned an industry of after-market parts and systems designed to reduce it. Add-ons include handlebar weights, isolated foot pegs, and engine counterweights. At high speeds, motorcycles and their riders may also experience aerodynamic flutter or buffeting. This can be abated by changing the air flow over key parts, such as the windshield.

## Experimentación
A variety of experiments have been performed in order to verify or disprove various hypotheses about bike dynamics.
- David Jones built several bikes in a search for an unrideable configuration.[6]
- Richard Klein built several bikes to confirm Jones's findings.[5]
- Richard Klein also built a "Torque Wrench Bike" and a "Rocket Bike" to investigate steering torques and their effects.[5]
- Keith Code built a motorcycle with fixed handlebars to investigate the effects of rider motion and position on steering.[104]
- Schwab and Kooijman have performed measurements with an instrumented bike.[105]
- Hubbard and Moore have performed measurements with an instrumented bike.[106]

-->